# Batman (série télévisée d'animation, 1992)
Pour les articles homonymes, voir Batman (homonymie).
Superman, l'Ange de Metropolis
Batman (Batman: The Animated Series ou BTAS) est une série télévisée américaine d'animation en 85 épisodes de 22 minutes, créée par Bruce Timm et Eric Radomski diffusée entre le 5 septembre 1992 et le 15 septembre 1995 dans le bloc de programmation Fox Kids sur le réseau Fox, puis rediffusée dans le bloc Kids' WB sur le réseau The WB.
En France, la saison 1 a été diffusée en clair tous les samedis à partir du 5 décembre 1992 dans Décode pas Bunny sur Canal+, avant une diffusion quotidienne du 5 juillet 1993 au 3 septembre 1993 sur Canal+. Pour succéder à La Classe, la saison 1 est rediffusée du 28 février 1994 au 16 juin 1994 ; et du 5 septembre 1994 au 1er octobre 1994 à 20h20 puis 20h05 sur France 3. Puis rediffusion et saisons inédites en 1995 dans Télétaz et Les Minikeums, toujours sur France 3. Au Québec, la série a été diffusée à partir du 9 décembre 1995 à TQS et à partir du 10 septembre 1998 sur Canal Famille.
Nouvelle adaptation du super-héros Batman créé par le scénariste Bob Kane et le dessinateur Bill Finger, apparu pour la première dans le comics Detective Comics no 27 en 1939 publié par DC Comics , la série dépeint le justicier masqué Bruce Wayne / Batman dans sa lutte contre le crime dans la ville de Gotham City. La série est régulièrement citée comme étant l'une des meilleures séries d'animation. Il est souvent fait mention de sa maturité par rapport aux autres séries d'animation de l'époque, montrant des décors plus sombres, plus de violence, des histoires plus étoffées comportant des personnages plus complexes.
En voyant le succès de la série Les Tiny Toons, la Warner décide de développer des projets en lien avec leurs licences. Bruce Timm et Eric Radomski décident de créer une série autour du justicier masqué Batman en s'inspirant des films de 1989 et de 1992 réalisés par Tim Burton. L'univers visuel se base notamment sur un mélange entre le gothique et l'Art déco. La série a revisité plusieurs personnages comme Mr. Freeze ou encore Harvey Dent afin de leur donner plus de profondeur et qu'ils soient plus nuancés. De nombreux personnages ont été créés spécialement pour la série et apparaissent par la suite dans les comics, le plus célèbre exemple étant celui d'Harley Quinn. Dirigée par Andrea Romano (en), la distribution de la série comporte des comédiens pour la plupart inexpérimentés dans le milieu de l'animation afin d'apporter plus d'authenticité aux personnages. La voix de Batman est assurée par Kevin Conroy, tandis que le reste de la distribution principale comprend Loren Lester (en), Efrem Zimbalist Jr., Melissa Gilbert, Mark Hamill, Bob Hastings ou encore Adrienne Barbeau. Peu commun, la musique est jouée par un orchestre dans chaque épisode. Shirley Walker est désignée comme compositrice principale tandis que Danny Elfman s'occupe du thème de la première saison.
La série a vu son histoire se poursuivre grâce à la série Batman (The New Batman Adventures) de 24 épisodes diffusés entre le 13 septembre 1997 et le 16 juin 1999. Considérée comme la troisième saison et faisant passer la totalité des épisodes de 85 à 109, plusieurs personnages voient leurs apparences modifiées. Les trois saisons sont publiées par la suite dans des coffrets intégrales par Warner Bros. en DVD et Blu-ray. La série a également étendu son histoire grâce aux films Batman contre le fantôme masqué (Batman: Mask of the Phantasm) (1993) sorti au cinéma et Batman et Mr. Freeze : Subzero (Batman and Mr Freeze: SubZero) (1998) sorti en VHS, les comics The Batman Adventures publiés entre 1992 et 2004, ainsi que plusieurs jeux vidéo.
La série est également le premier projet de l'univers partagé DC Animated Universe dont l'un des événements fondateurs est le crossover en trois parties entre la série Superman de 1996 et la série Batman de 1997, nommé The World's Finest dans lequel Batman et Superman se rencontrent pour la première fois. Cette rencontre débouchera notamment sur une multitude de personnages au sein d'une même continuité apparaissant dans plusieurs films, séries et jeux et qui se conclura avec la série La Ligue des justiciers en 2006.
En décembre 2021, une fiction audio faisant suite à la série est annoncée.

## Synopsis
Homme d'affaires le jour, Bruce Wayne devient Batman la nuit pour protéger Gotham City. Avec l'aide de Dick Grayson / Robin et son majordome Alfred Pennyworth, il affronte de nombreux criminels.

## Distribution
Note 1 : entre parenthèses se trouve le numéro de production de l'épisode dans lequel le comédien a prêté sa voix.
Note 2 : la version française ayant fait face à de nombreux changements de voix, c'est la voix principale du personnage qui sera mentionnée ici.[réf. à confirmer]

### La Bat-Family
- Kevin Conroy (VF : Richard Darbois)[9] : Bruce Wayne / Batman
- Loren Lester (en) (VF : Georges Caudron)[9] : Dick Grayson / Robin, ancien acrobate, devenu allié de Batman après la mort de ses parents
- Clive Revill (1-3) puis Efrem Zimbalist Jr. (VF : Jacques Ciron)[9] : Alfred Pennyworth, majordome de la famille Wayne
- Melissa Gilbert (VF : Brigitte Berges) : Barbara Gordon / Batgirl, fille du commissaire de police devenue par la suite une justicière

Photos de la directrice artistique et des comédiens de la distribution des protagonistes principaux de la série
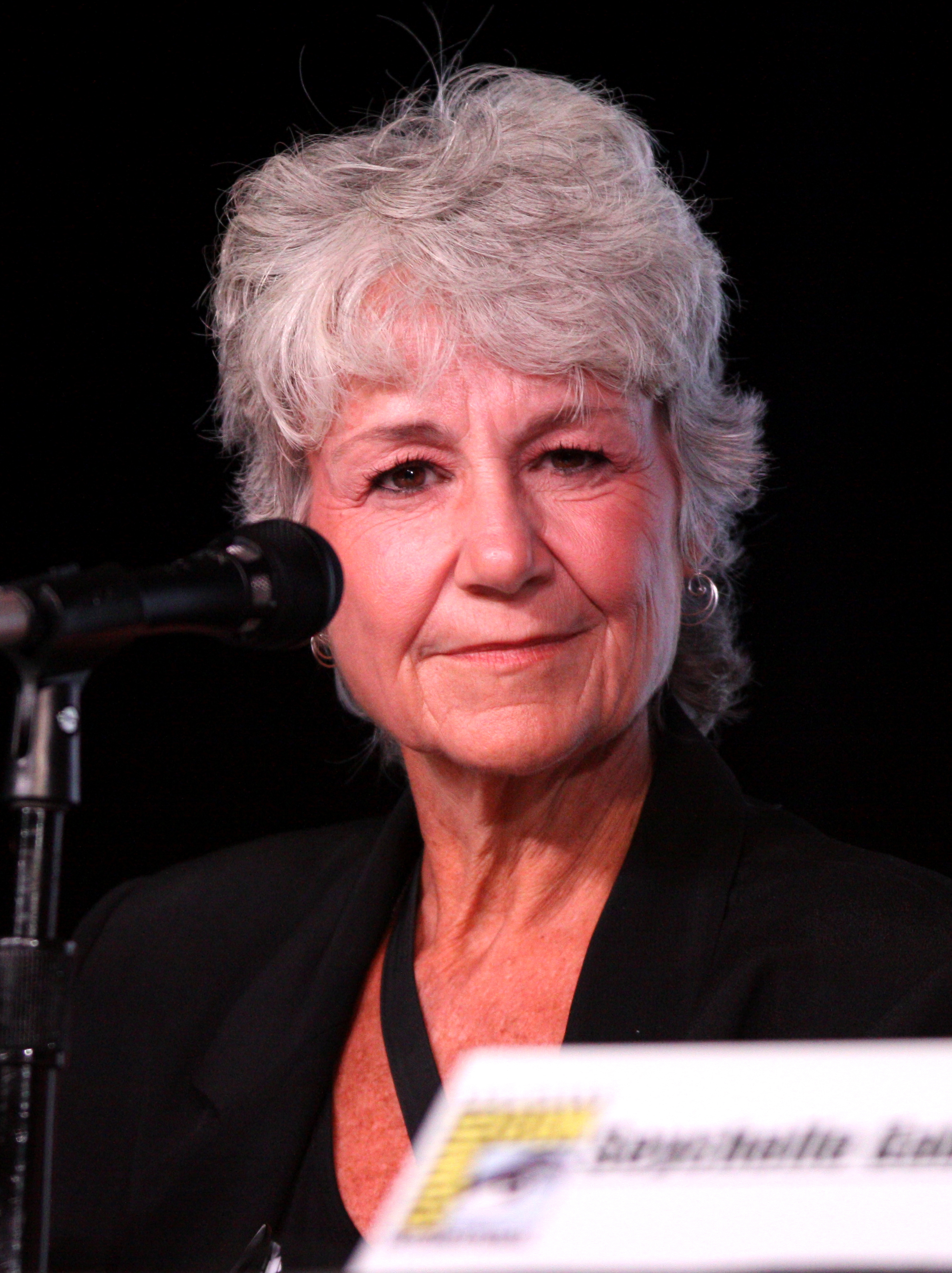
Andrea Romano (en)
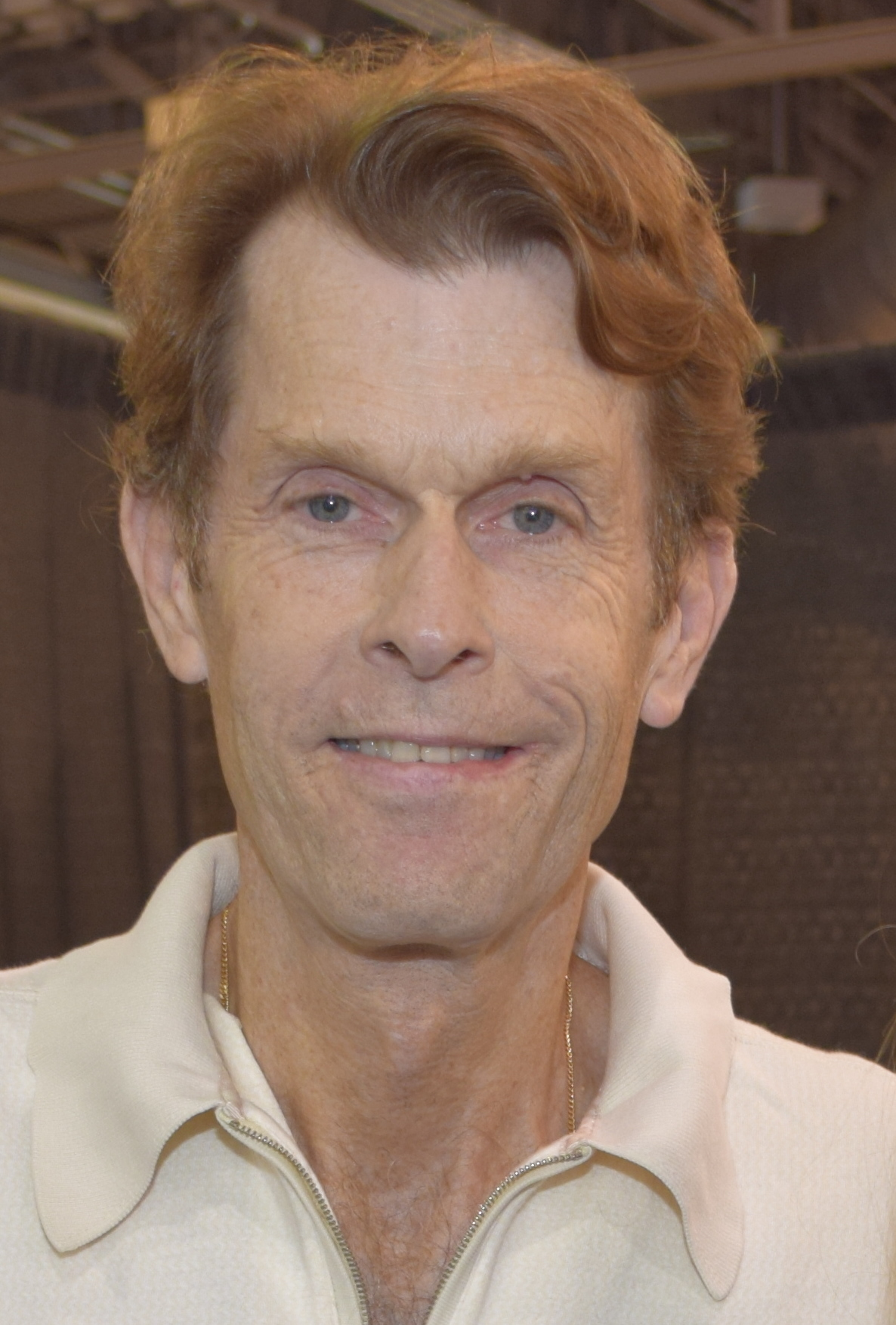
Kevin Conroy.
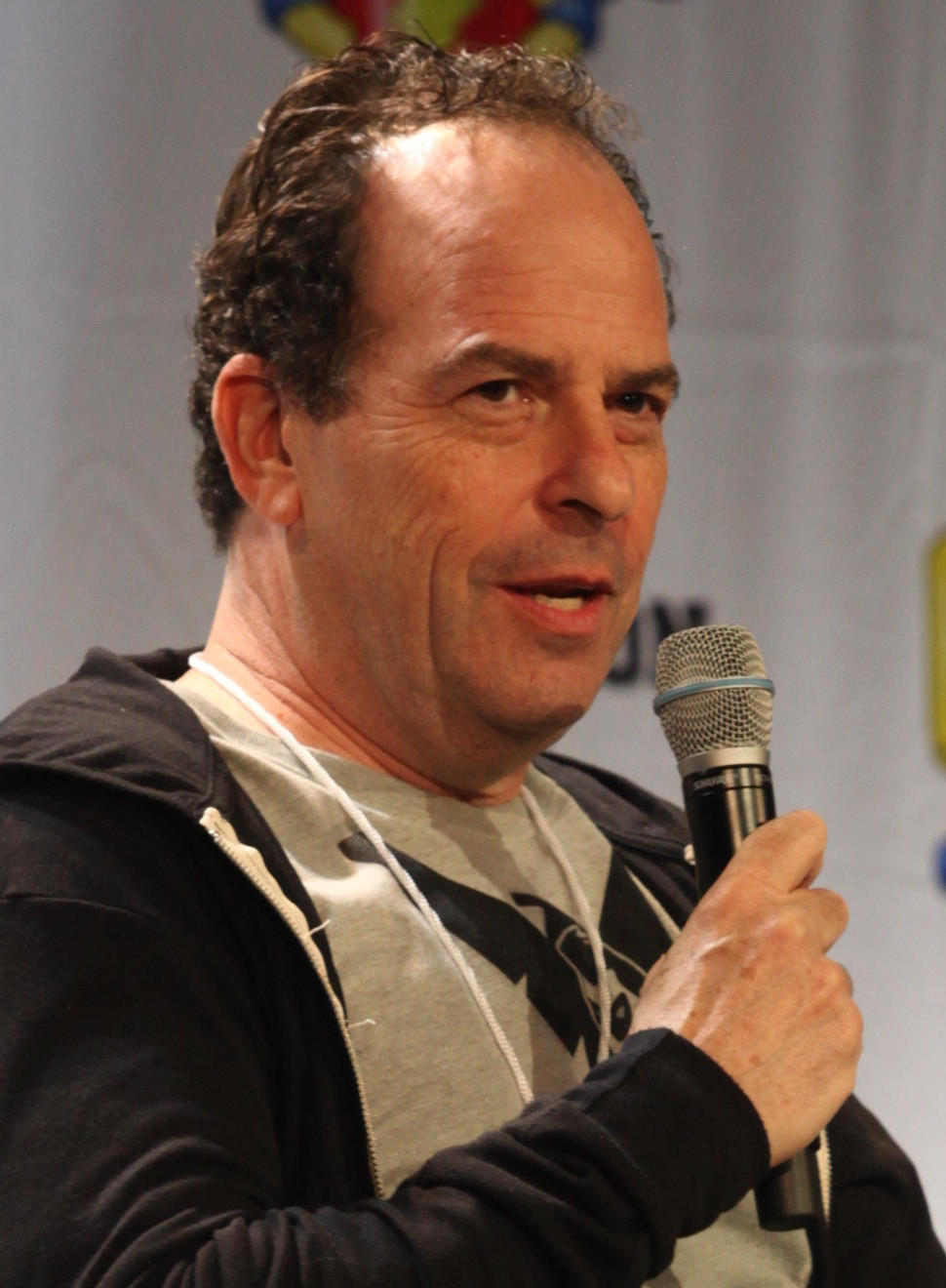
Loren Lester (en).
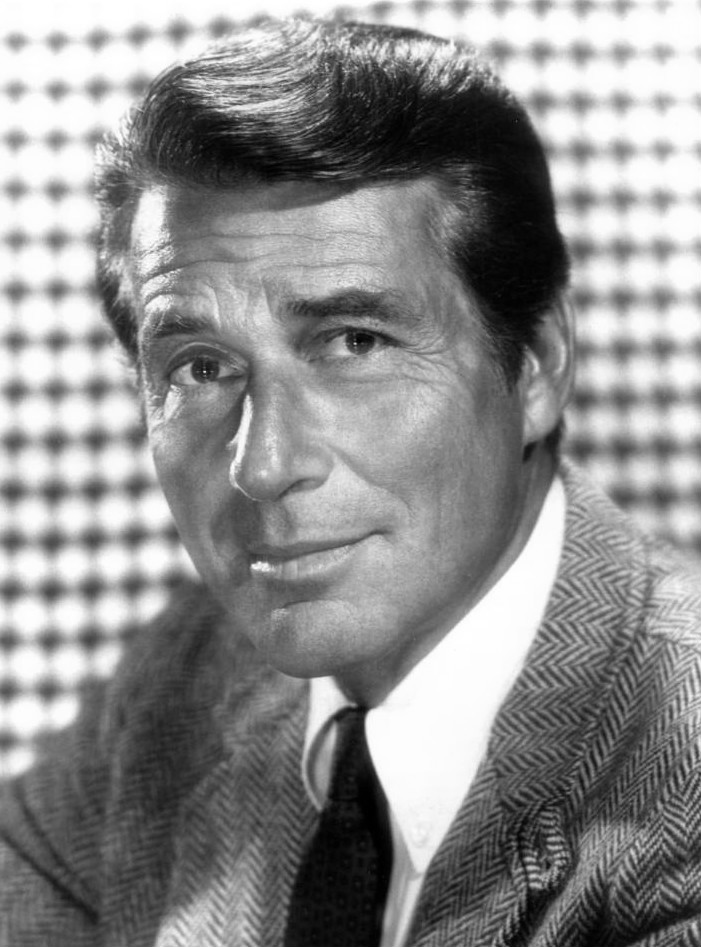
Efrem Zimbalist Jr..
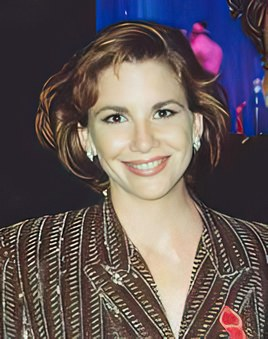
Melissa Gilbert.

### Les membres majeurs de la communauté de Gotham City
- Bob Hastings (VF : Jean-Claude Sachot)[9] : James « Jim » Gordon, commissaire du G.C.P.D.
- Lloyd Bochner (VF : Mario Santini (1), Benoît Allemane (5), Jean-Pierre Delage (9 et 25), Jean-Claude Robbe (39) puis Michel Modo (73 et 82)) : Hamilton Hill, maire de Gotham City
- Robert Costanzo (VF : Gilbert Lévy)[9] : Harvey Bullock, inspecteur du G.C.P.D.
- Ingrid Oliu (en) (saison 1) puis Liane Schirmer (saison 2) (VF : Régine Teyssot) : Renee Montoya, officière de police
- Brock Peters (VF : Jean-Jacques Nervest) : Lucius Fox, membre éminent de Wayne Enterprises
- Mari Devon (en) (VF : Régine Teyssot) : Summer Gleeson, journaliste de Gotham City
- Diana Muldaur (VF : Lita Recio) : Dr Leslie Thompkins, une amie de la famille Wayne
- Marilu Henner (VF : Véronique Augereau) : Veronica Vreeland
- William Sanderson : Karl Rossum, PDG de Cybertron
- Lynette Mettey (57) puis Stephanie Zimbalist (68) : Janet Van Dorn, une procureur
- Tim Matheson : Gil Mason, assistant du commissaire

### Les criminels
- Mark Hamill (VF : Pierre Hatet)[9] : le Joker
- Richard Moll (VF : Hervé Bellon) : Harvey Dent / Double-Face (Two-Face)
- Diane Pershing (VF : Véronique Augereau) : Dr Pamela Isley / Poison Ivy
- Adrienne Barbeau (VF : Véronique Augereau) : Selina Kyle / Catwoman
- Arleen Sorkin (VF : Kelvine Dumour) : Dr Harleen Quinzel / Harley Quinn
- Paul Williams (VF : Philippe Peythieu)[9] : Oswald Cobblepot / le Pingouin
- Henry Polic II (en) (VF : Vincent Violette) : Pr Jonathan Crane / l'Épouvantail (Scarecrow)
- Roddy McDowall (VF : Mario Santini) : Dr Jervis Tetch / le Chapelier fou (Mad Hatter)
- John Vernon (VF : Michel Modo) : Rupert Thorne
- Aron Kincaid (en) (VF : Michel Modo) : Waylon Jones / Killer Croc
- Helen Slater : Talia al Ghul
- David Warner : Ra's al Ghul
- George Dzundza : Arnold Wesker / le Ventriloque / Scarface
- John Glover (VF : Vincent Violette) : Edward Nygma / l'Homme Mystère (The Riddler)
- Ron Perlman : Matthew Hagen / Gueule d'argile (Clayface)
- Edward Asner : Roland Daggett
- Michael Ansara : Dr Victor Fries / Mr Freeze
- Marc Singer (VF : Philippe Peythieu) : Kirk Langstrom / Man-Bat
- Alan Rachins (VF : Roger Crouzet) : Temple Fugate / le Roi du Temps (Clock King)
- Jeff Bennett : H.A.R.D.A.C.
- Kate Mulgrew (VF : Martine Meirhaeghe) : Griffe Rouge (Red Claw)
- Robert Ito : Kyodai Ken
- Henry Silva (VF : Jean-Claude Sachot) : Bane
- Alison LaPlaca (en) (VF : Régine Teyssot) : Mary Dahl / Baby Doll
- Ray Buktenica (en) (VF : Yves Barsacq) : Hugo Strange
- Eugene Roche : Arnold Stromwell
- Dick Miller : Boxy Bennett
- Mark Hamill : Ferris Boyle
- Matt Frewer : Sidney Debris
- Michael Pataki (VF : Jean-Pierre Leroux) : le Roi des Égouts (The Sewer King)
- Steve Susskind (en) : Maxie Zeus
- Michael Gross (VF : Gérard Rinaldi) : Lloyd Ventrix
- Earl Boen : Rhino
- Treat Williams : Professeur Milo (en)
- Bruce Weitz (VF : Sylvain Lemarié) : Lyle Bolton / Double Tour (Lock-Up)
- Diane Michelle (en) : Candice
- Meredith MacRae : Francine Langstrom
- Dan O'Herlihy : Grant Walker

Photos d'une partie des comédiens de la distribution secondaire de la série
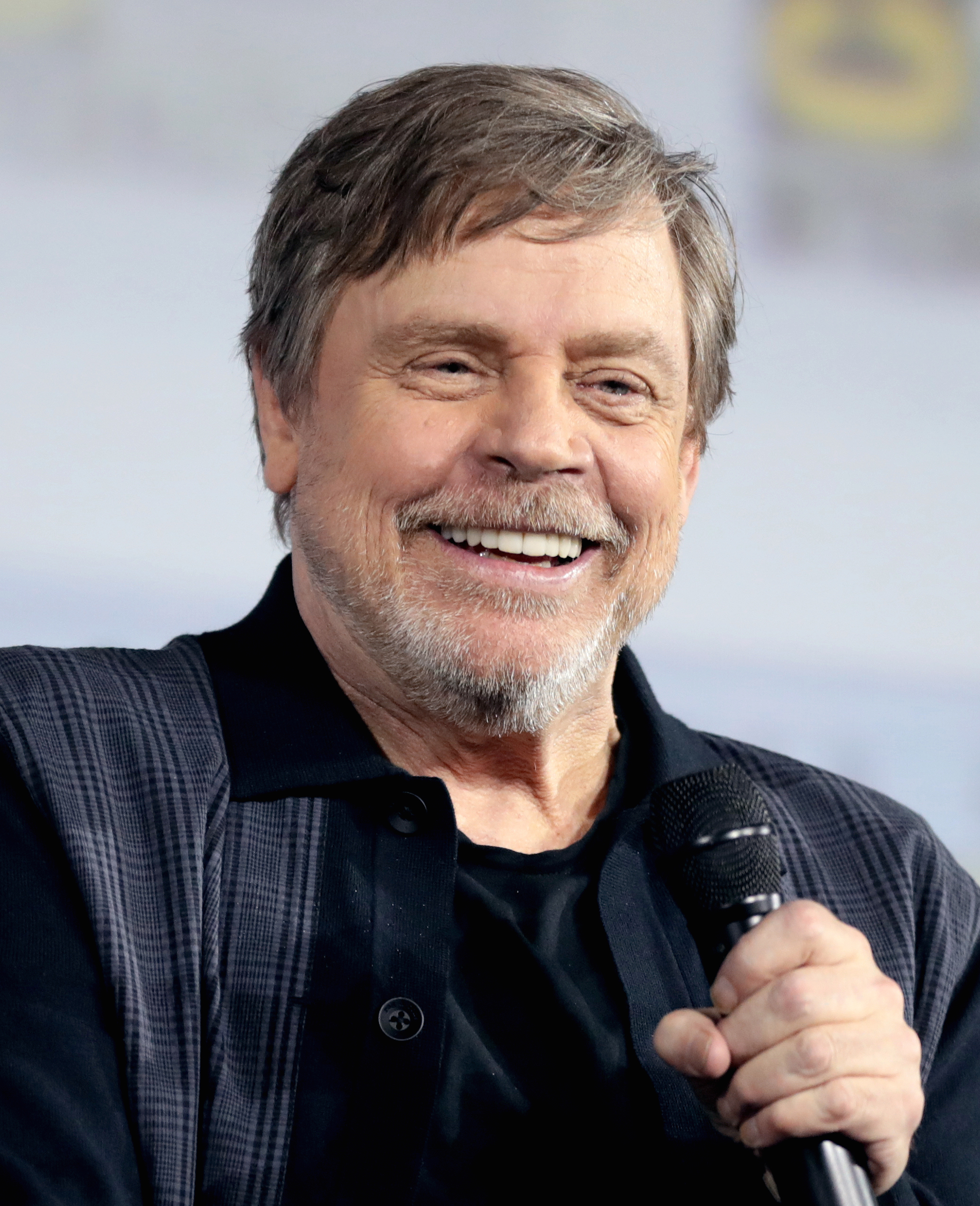
Mark Hamill.
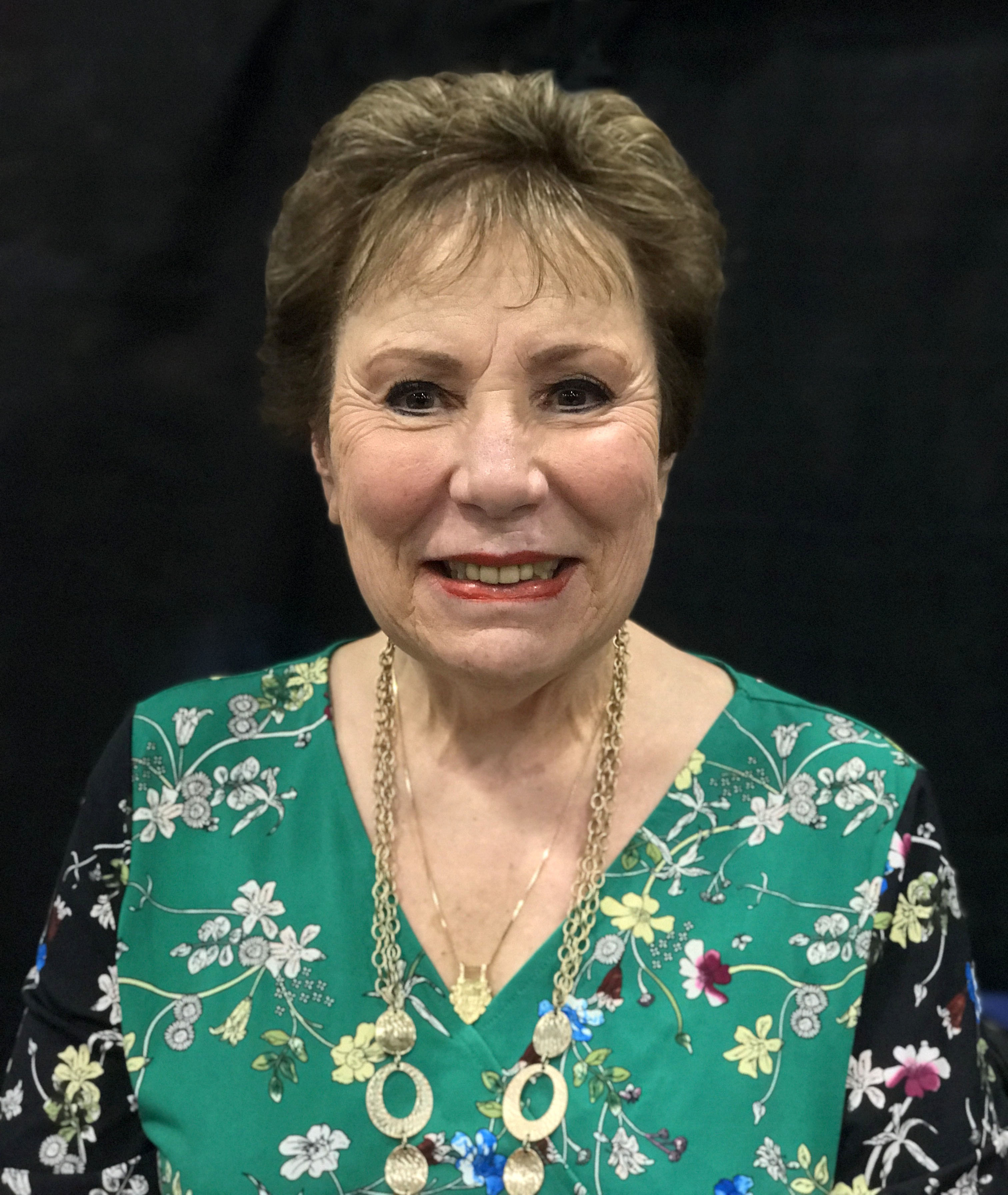
Diane Pershing.
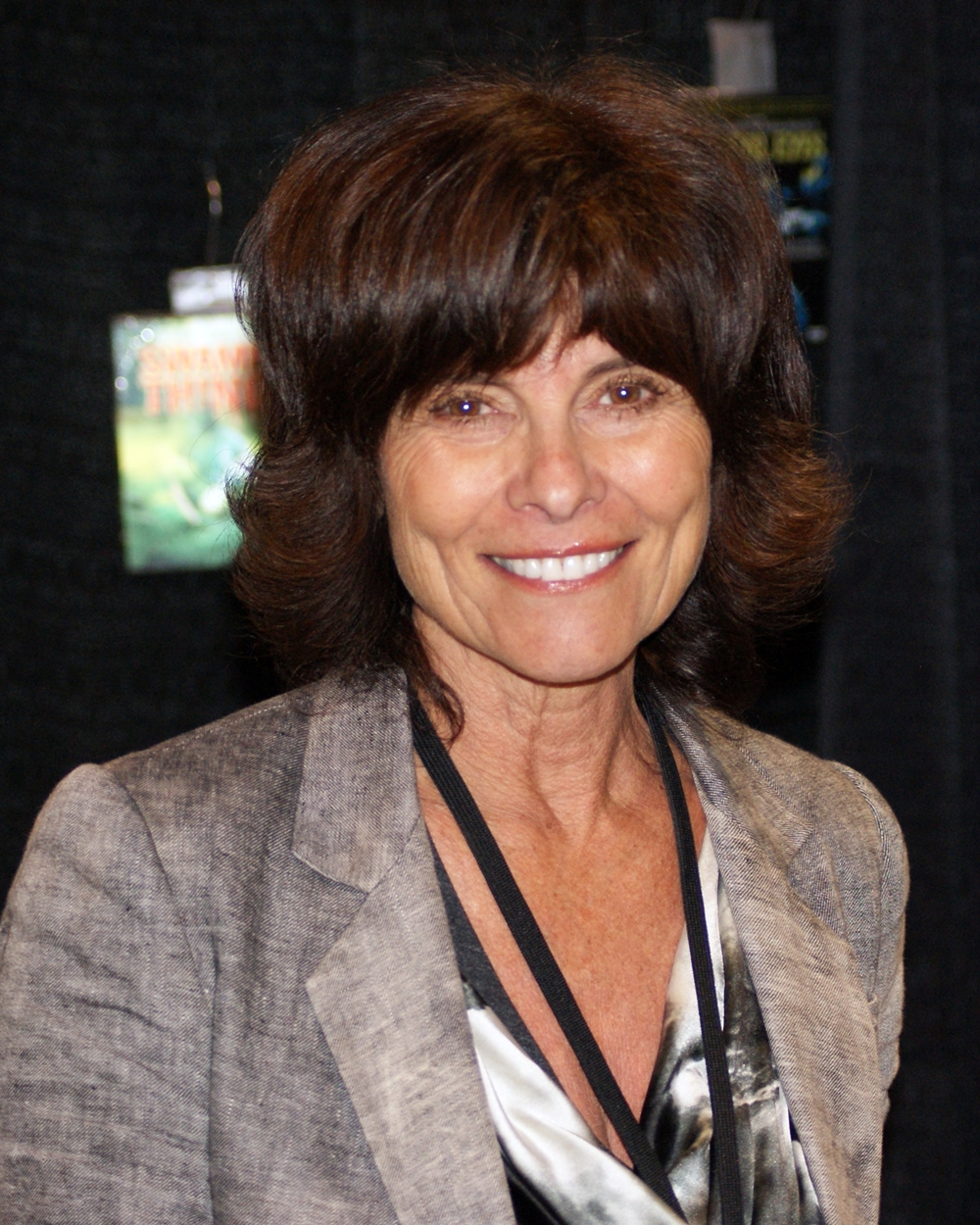
Adrienne Barbeau.
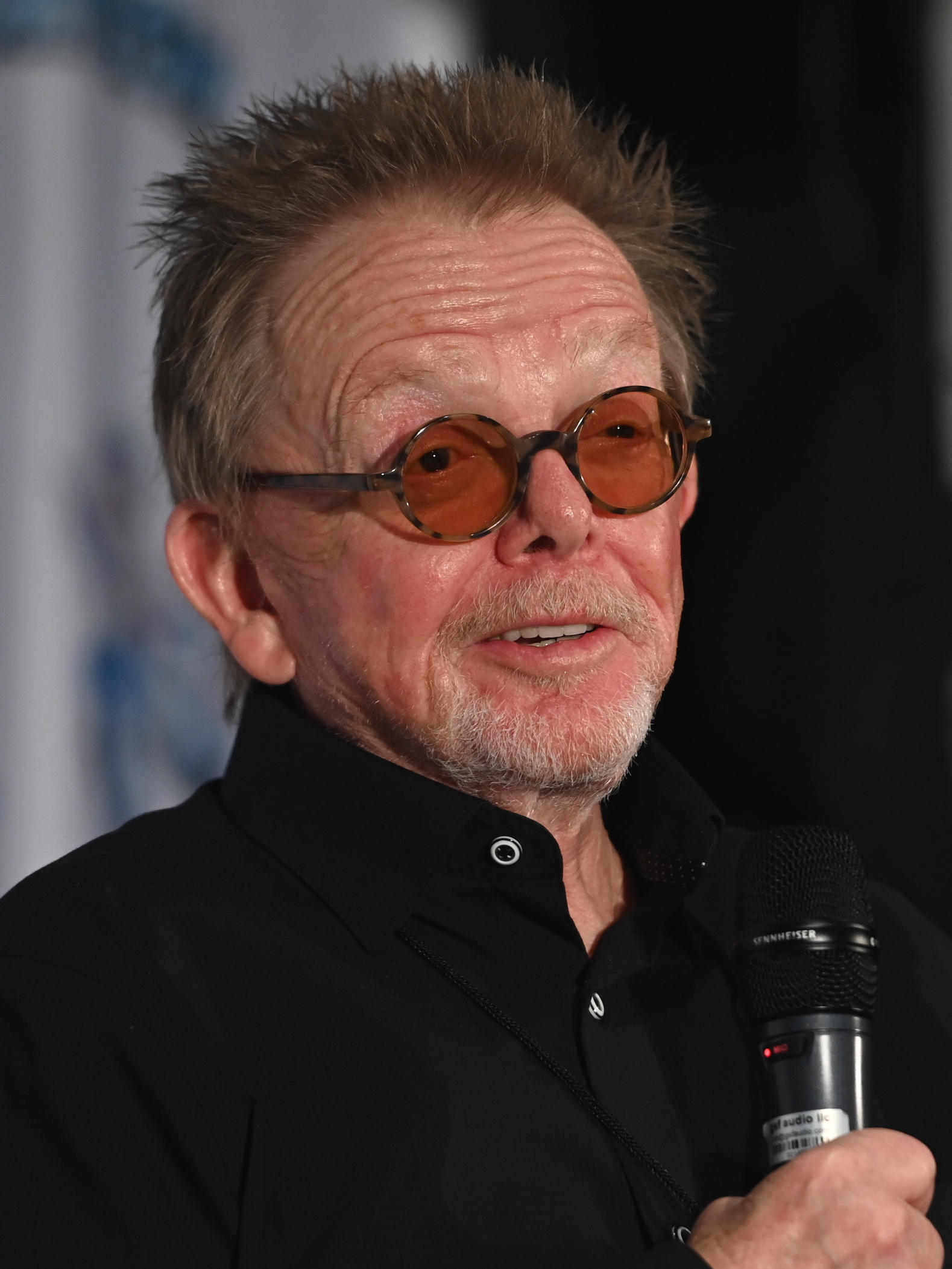
Paul Williams.
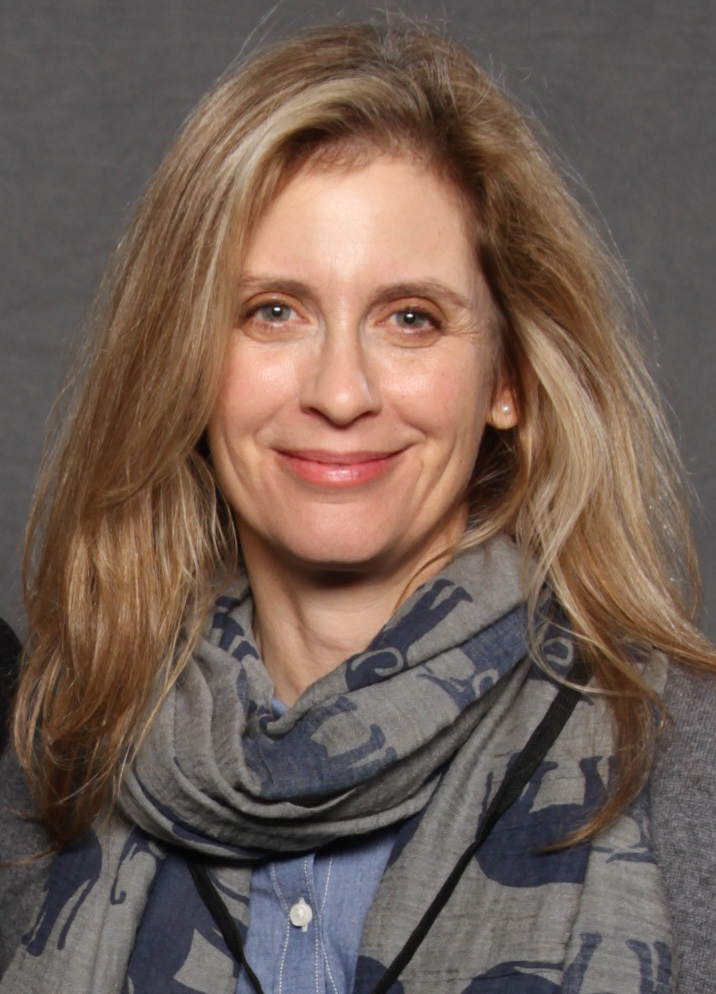
Helen Slater.
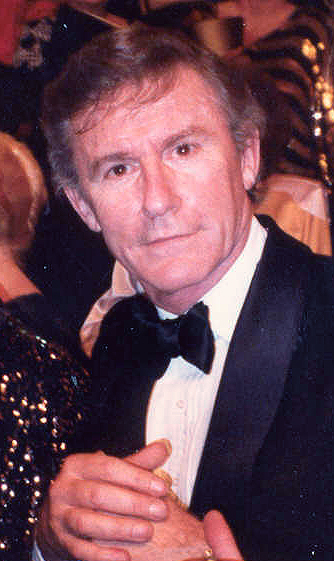
Roddy McDowall.
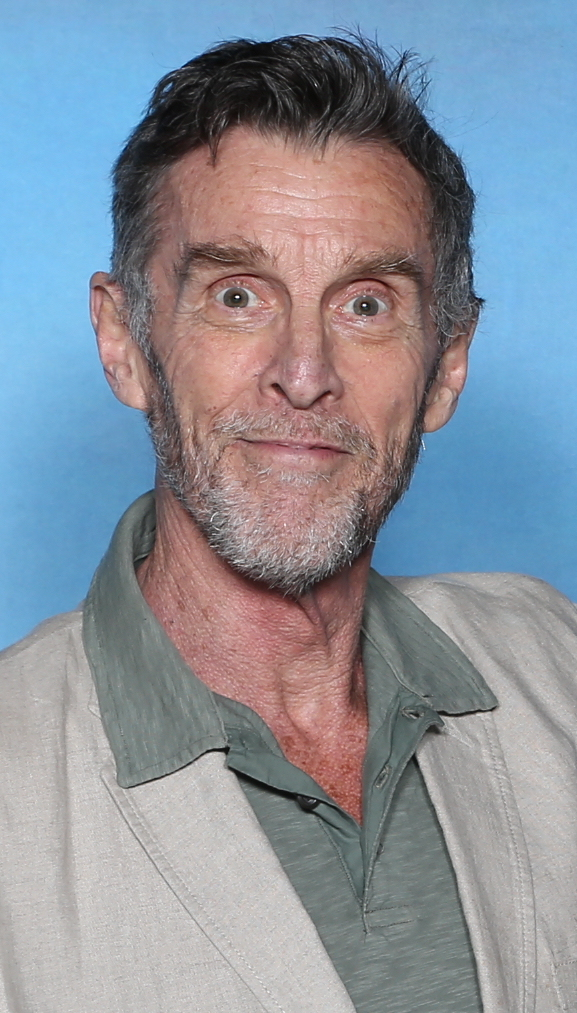
John Glover.
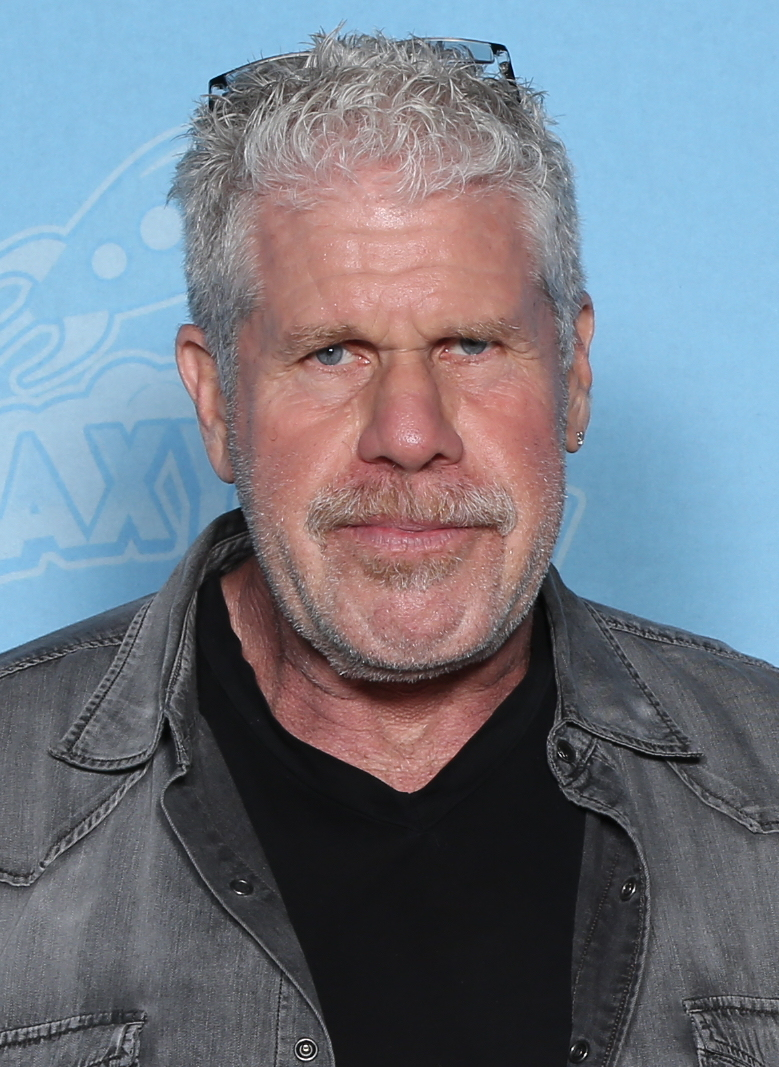
Ron Perlman.
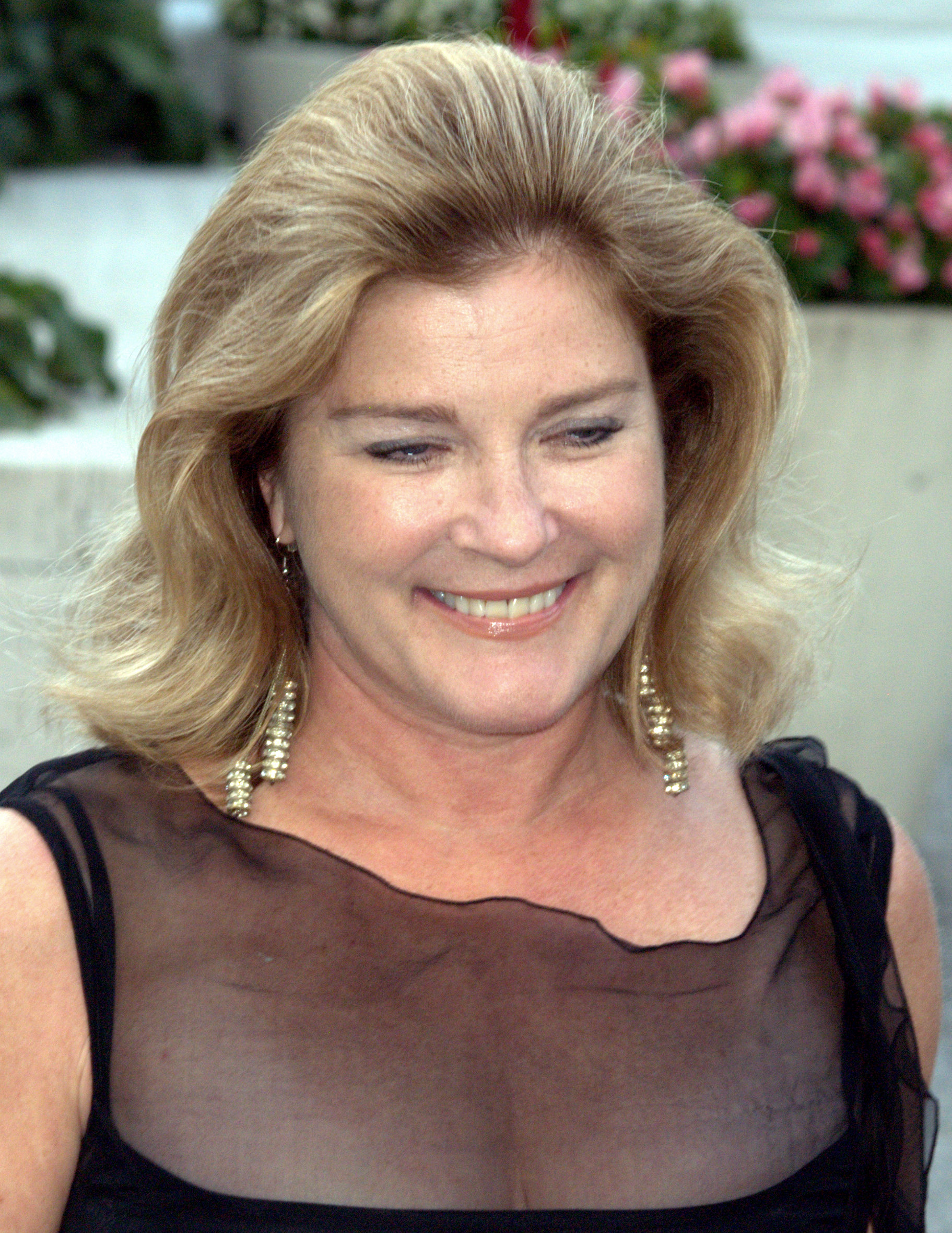
Kate Mulgrew.

### Les autres personnages notables
Note : ici ne se listent que les personnages apparus dans la série ayant un rôle important ou étant interprétés par un acteur ayant une certaine notoriété et ne pouvant être placés dans les sections supérieures.
- Julie Brown (VF : Virginie Ogouz) : Zatanna
- Vincent Schiavelli : Zatara
- Bill McKinney (VF : Gérard Rinaldi) : Jonah Hex
- Adam West : Simon Trent / The Gray Ghost
- Malcolm McDowell : Arkady Duvall
- Ed Begley Jr. : Charlie Collins
- Heather Locklear : Lisa Clark
- John Rhys-Davies : Wacklaw Josek

## Conception

### Genèse du projet

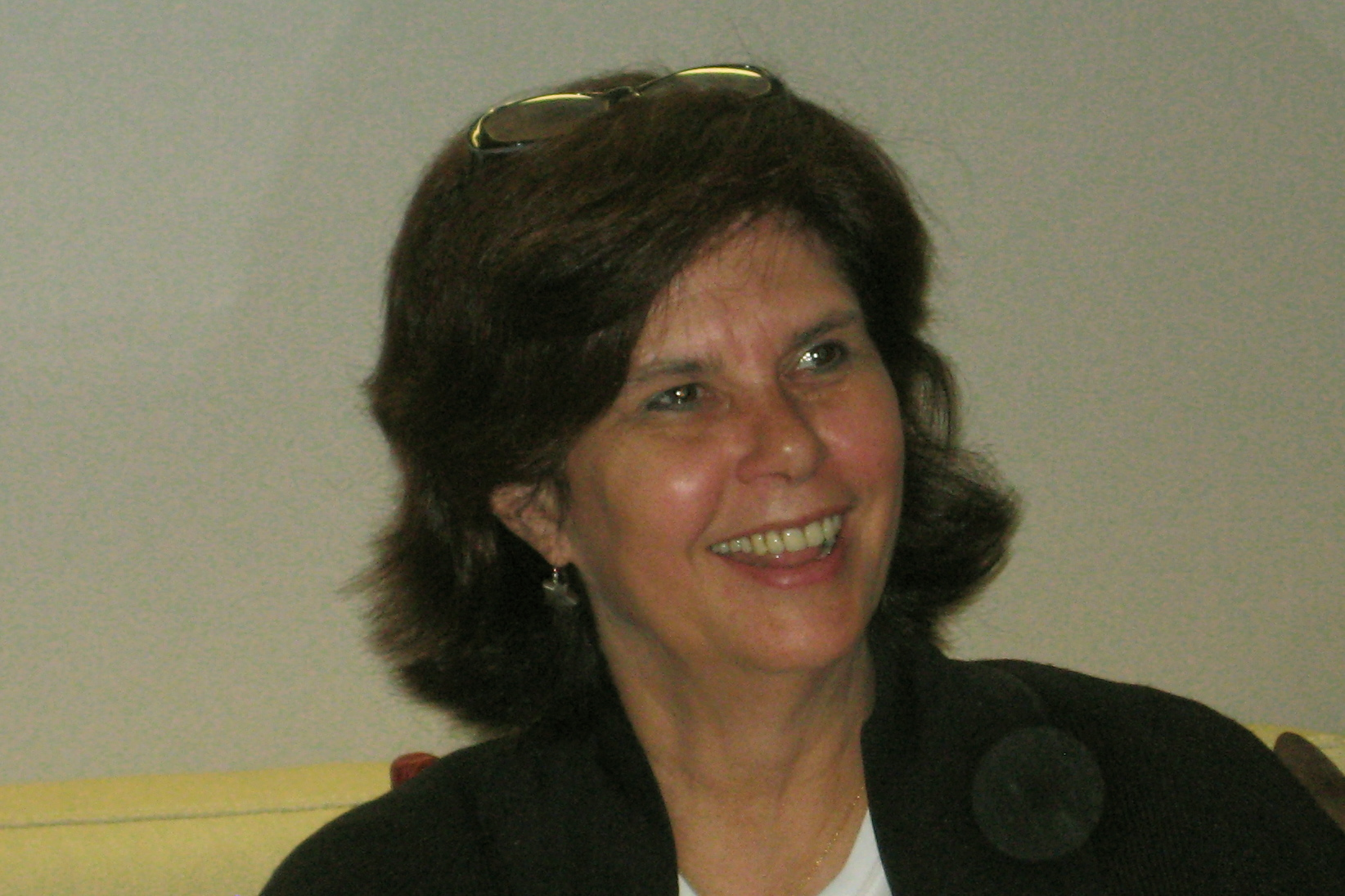
, la présidente de la Warner Bros. Animation de l'époque.

En 1990, à la suite du succès de la série Les Tiny Toons, la présidente de la Warner Bros. Animation Jean MacCurdy (en) annonce à l'équipe d'animateurs que la Warner souhaite développer plusieurs de ses licences dont Batman,,. À la suite de cette nouvelle, Bruce Timm est parti dessiné Batman et Eric Radomski des décors. Ce dernier ne connaissant de Batman que la série de 1966 et le film de Tim Burton de 1989, il s'est grandement inspiré de ce dernier. À la demande de Jean MacCurdy, Bruce Timm et Eric Radomski, qui n'avaient jamais réellement travaillé ensemble, ont réalisé en environ 6 semaines un court métrage silencieux nommé The Dark Knight's First Night afin de vendre la série à la FOX,. Ils décident de se baser sur la série Superman de 1940 et ont reçu l'aide du studio Lightbox Animation. Le projet a reçu le feu vert de la part de la Fox avant qu'elle n'ait vu le court métrage, mais il a permis de nommer Timm et Radomski responsables du projet alors qu'ils n'avaient jamais produit une série auparavant,. La série n'ayant aucun scénariste, Jean MacCurdy a recruté Alan Burnett qui souhaitait arrêter l'animation car il était frustré des restrictions imposées par le département Broadcast Standards and Practices (en),. C'est le court métrage ainsi que l'affirmation par Jean MacCurdy de la présence d'armes à feu et de combats dans la série qu'ils l'ont convaincu de participer au projet,. À l'époque, les séries d'animation étaient peu diversifiées, étant toutes destinées pour des enfants et formalisées à la suite de nombreuses restrictions notamment par rapport à la violence. La production a dû jouer avec cette censure et si les armes étaient montrées et les personnages pouvaient tirer, la série ne devait pas montrer les impacts de balles que reçoit un personnage ou ne devait pas montrer un personnage mourir par exemple.
Contrairement à la plupart des autres séries, les artistes, réalisateurs, et scénaristes travaillaient ensemble afin de faciliter la communication. Chaque scénariste s'est vu recevoir une Bible écrite par Bruce Timm ainsi que par les scénaristes Paul Dini et Mitch Brian (en) servant à décrire la vision globale de la série et ses personnages,,.

### Univers visuel

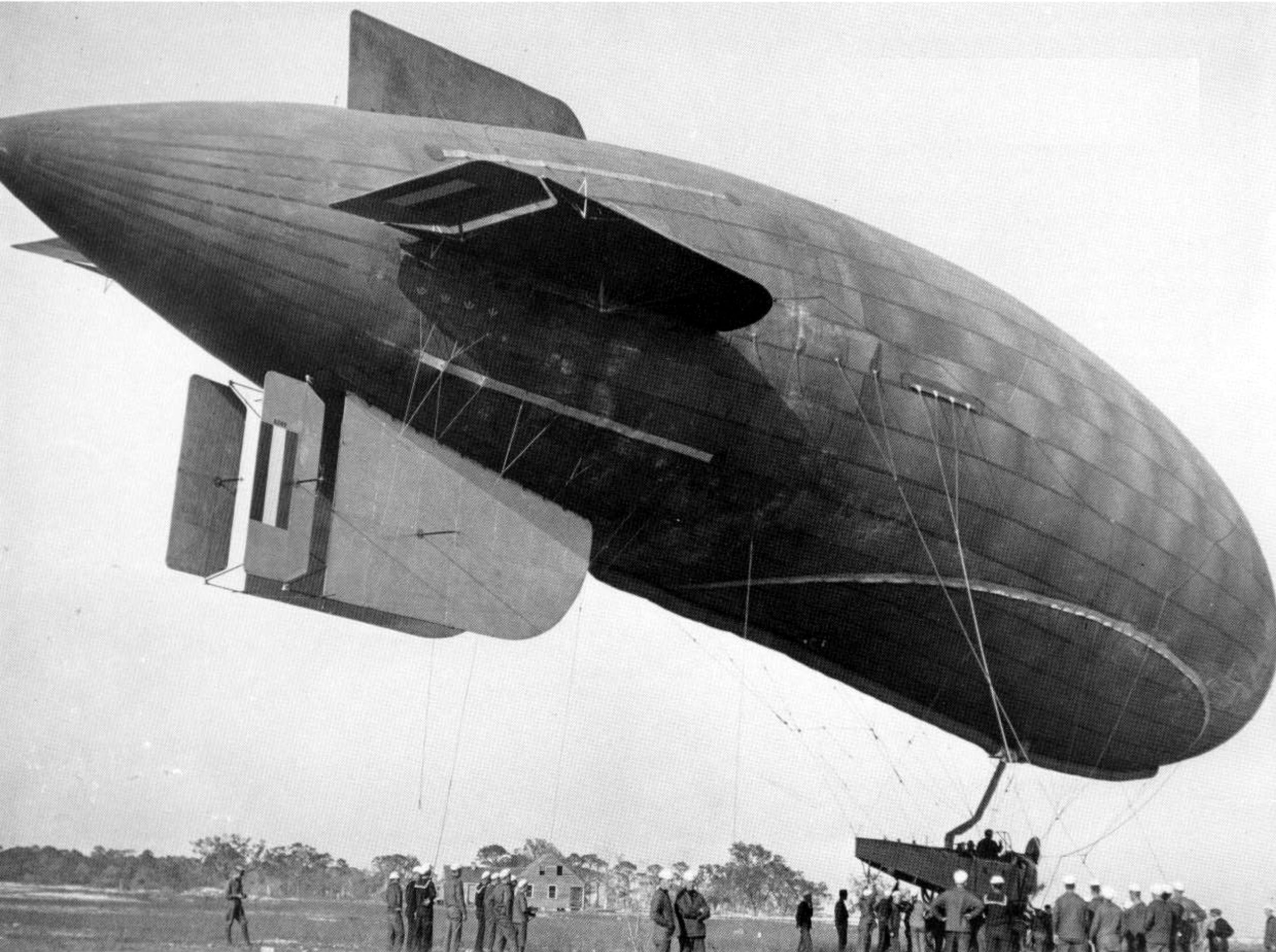
Plusieurs dirigeables survolent la ville de Gotham.

À l'origine, la série fut partiellement inspirée du blockbuster de Tim Burton, Batman (1989) qui a montré l'univers de Batman plus sombre que dans les autres adaptations,. Ils ont délaissé une partie de l'aspect gothique du film pour mettre plus d'Art déco des années 1940 de New York et appellent ce mélange « Dark Déco »,,. Sans localisation temporelle précise, il y a dans la ville des voitures des années 1940, les « blimps » de la police, des hélicoptères futuristes comme les véhicules de Batman tandis que la télé est toujours en noir et blanc. L'arrière-plan a été dessiné sur du papier noir pour assombrir les décors alors que normalement c'est le papier blanc qui est utilisé,. La série propose des couleurs « vintage », partiellement inspirées des dessins animés Superman des années 1940 ainsi que des films noirs comme Le Cabinet du docteur Caligari (1921), Citizen Kane ou encore Metropolis (1927). Background designer, Ted Blackman cite Eyvind Earle et Bruce McCall (en) comme des influences, citant leur style montrant des « décors caricaturaux ».

### Personnages

#### Écriture des personnages

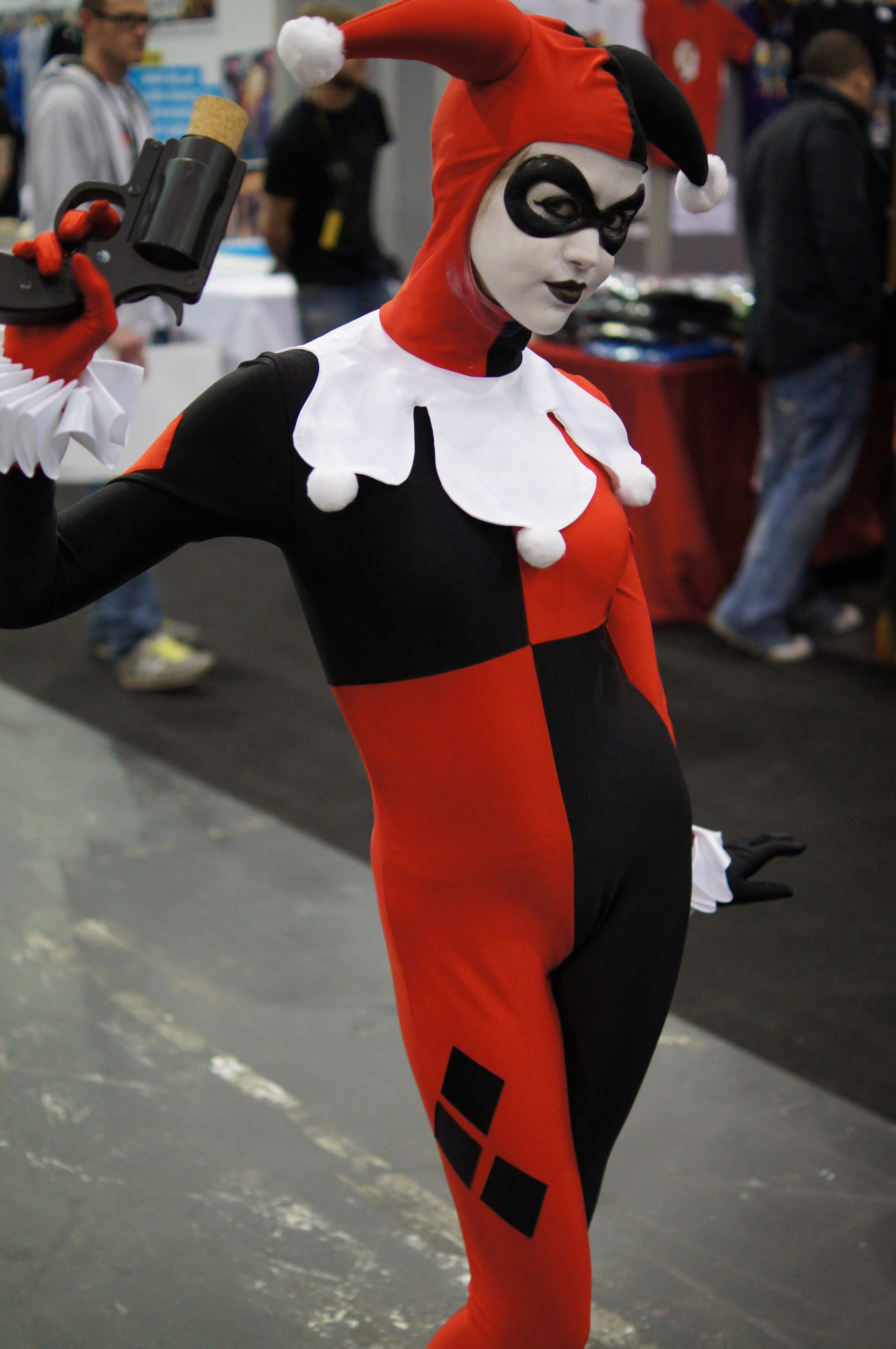
Cosplay d'Harley Quinn, un des nouveaux personnages les mieux accueillis de la série.

Bien qu'ayant le rôle-titre et apparaissant dans chaque épisode, Batman n'est pas constamment le personnage principal de chaque histoire. Le personnage de Bruce Wayne est plus impliqué dans sa société que par rapport à d'autres adaptations. Plusieurs épisodes le montrent déguisé ou maquillé afin d'infiltrer et espionner certains réseaux. Travaillant généralement seul, il est parfois accompagné par Robin qui doit alterner entre ses études et les escapades nocturnes pour protéger la ville. Ce dernier apparait plus régulièrement à partir de la saison 2. Apparaissant dans quelques épisodes de la saison 1, Barbara Gordon, la fille du commissaire Gordon, prend l'identité de Batgirl à partir de l'épisode Jeux d'ombres (Shadow of the Bat). Il peut également compter sur son majordome, Alfred Pennyworth, décrit comme une figure paternelle.
L'une des intentions de la série était de faire ressentir de la part des spectateurs de l'empathie envers les ennemis de Batman, ainsi, même si ce dernier venait à l'emporter, l'épisode n'était pas forcément une fin heureuse. Certains personnages ont notamment eu leur histoire remaniée tandis que d'autres ont été créées pour la série. Censée apparaître dans un seul épisode, Harley Quinn reste le personnage créé ayant reçu le plus de succès et eu le plus d'impact dans le mythe de Batman. Apparue pour la première fois dans l'épisode Chantage à crédit (Joker's Favor), elle sert d'assistante et d'acolyte au Joker. Le personnage est en partie basé sur celui qu'Arleen Sorkin, une amie de Paul Dini, interprète lors d'une séquence de rêve d'un épisode de Des jours et des vies (Days of our Lives),,,. Paul Dini voulait mettre une femme de main avec le Joker comme on peut en voir dans la série Batman de 1966. De son vrai nom Harleen Quinzel, elle porte le nom d'Harley Quinn en référence au personnage d'Arlequin de la Commedia dell'arte dont la forme du costume prend le modèle. Ses couleurs noir et rouge, viennent du personnage Daredevil (en) des années 1940,.

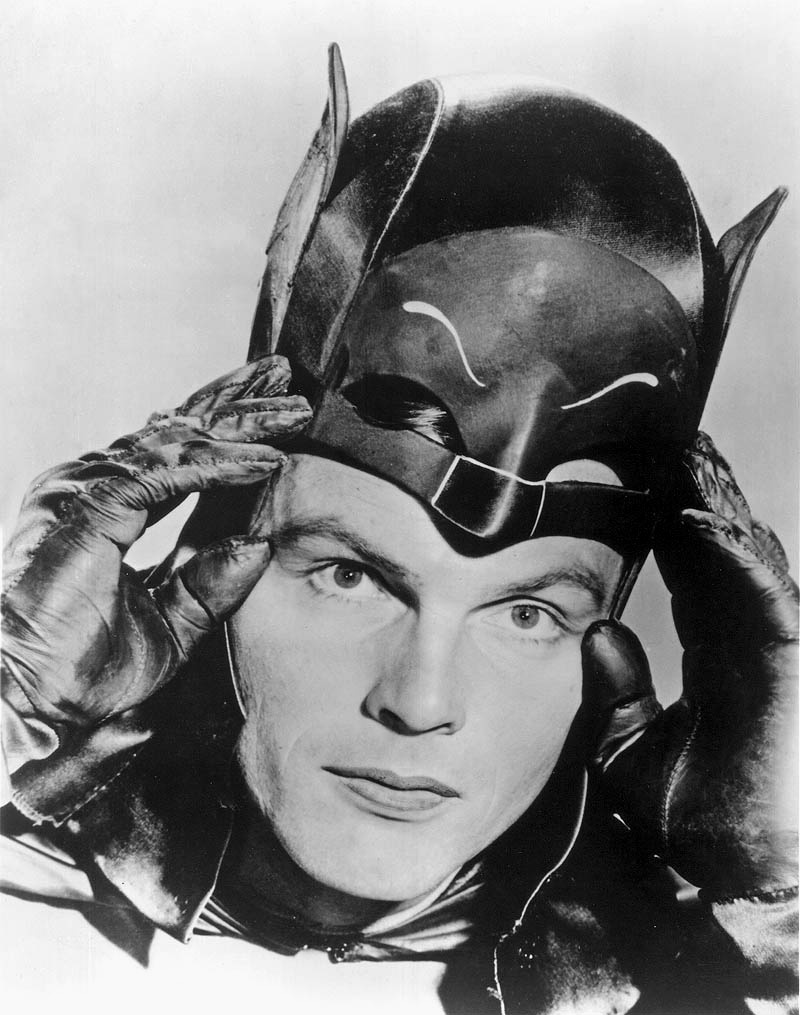
Parmi les nombreux comédiens célèbres, la série compte Adam West qui prête sa voix au Fantôme Gris dans un épisode lui rendant hommage.

De nouveaux ennemis tels que Griffe Rouge (Red Claw), le ninja Kyodai Ken ou le Roi des Égouts ont été inventés pour la série mais ont reçu un accueil moindre,,. Un autre personnage nommé Tygrus est créé dans l'épisode Le Tigre de la nuit (Tyger, Tyger). Baby Doll, un autre personnage inédit, a elle aussi bien été accueillie. En outre, certains personnages ont été revisités pour coller à l'ambiance tragique de la série. Mr. Freeze, montré comme un savant fou dans les comics, voit son histoire étoffée. L'épisode Amour on Ice (Heart of Ice) écrit par Paul Dini explique qu'il a dû cryogéniser sa femme Nora, souffrant d'une maladie incurable et qu'il est devenu un criminel afin de récolter assez d'argent pour trouver un remède,,,. Gueule d'argile (Clayface) est un mélange entre Basile Karlo et Matt Hagen, deux des précédentes incarnations du métamorphe. Montré comme le meilleur ami de Bruce Wayne, Harvey Dent subit des troubles de l'identité bien avant l'accident qui lui fera devenir le criminel Double-face (Two Face). Le scénariste Alan Burnett a fait appel à un pédopsychiatre pour développer l'enfance d'Harvey Dent et expliquer ses problèmes. Le Roi du Temps (The Clock King) qui porte le nom de William Tockman dans les comics et dans différentes adaptations, se fait appeler Temple Fugate en référence à la phrase latine « Tempus fugit » qui signifie « le temps fuit ».
Du côté des alliés, l'officier Renee Montoya, nouveau personnage, a elle aussi été appréciée, faisant partie des personnages apparaissant le plus dans la série tandis que le maire Hill, contrairement aux comics, n'est jamais montré comme quelqu'un de corrompu,. La journaliste Summer Gleeson partage de nombreux points communs avec Vicki Vale, présente dans les comics,. Prémices d'un futur univers partagé, la magicienne Zatanna et le chasseur de primes Jonah Hex apparaissent dans la série. La première n'use pas de sa magie mais est dépeinte comme une prestidigitatrice pour coller au réalisme de la série. Simon Trent / Le Fantôme Gris (The Gray Ghost) qui apparaît dans l'épisode Le Plastiqueur fou (Beware the Gray Ghost) est un hommage au comédien Adam West, l'interprète de Batman dans la série 1966 qui lui prête par ailleurs sa voix dans l'épisode. Simon Trent et Adam West sont tous deux acteurs et après l'arrêt de leur série dans laquelle ils interprètent un super-héros, ils ont du mal à retrouver d'autres rôles. Le Fantôme Gris étant le héros d'enfance de Bruce Wayne,,. Grands admirateur d'animaux, Paul Dini a également écrit les hyènes Bud et Lou.

#### Apparence des personnages

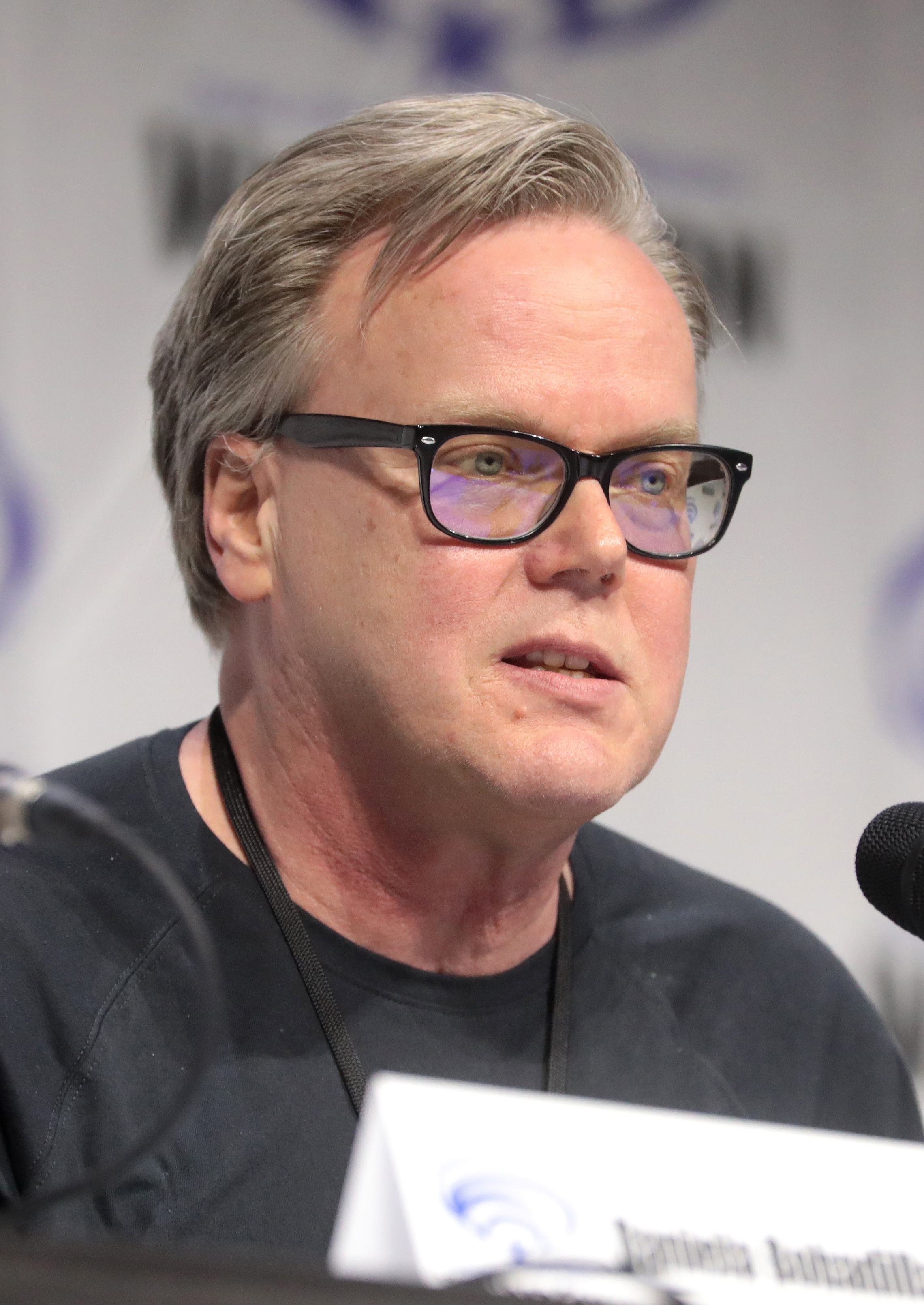
Bruce Timm, co-créateur de la série s'est également occupé de la plupart des apparences des personnages.

Bruce Timm raconte être frustré de devoir dessiner de manière réaliste des personnages d'animation durant ses précédents projets : « Je savais que, à vingt-quatre dessins par seconde, chaque petite ligne devait être tracée des milliers de fois ; plus il y a de lignes sur un personnage, moins un animateur a le temps de tracer ces lignes correctement, en particulier sur un budget et un planning pour la télévision. Résultat : une mauvaise animation. »,. Ainsi, les personnages ne sont pas détaillés pour faciliter l'animation, tout devait se résumer à l'essentiel,. Par exemple, au lieu de la chemise à carreau de Double-Face, ce dernier a un costume avec une partie blanche et l'autre noire. Bruce Wayne s'inspire notamment du Doc Savage de Walter M. Baumhofer (en) ainsi que de Dick Tracy créé par Chester Gould. L'apparence du Gray Ghost s'inspire grandement de celle du héros The Shadow.
Pour Kevin Nowlan, character designer durant la préproduction, son challenge était de raconter le plus possible avec peu de lignes. Selon lui, des personnes réelles ont servi d'inspiration comme Rhea Perlman pour Jesse ou George Will pour le Ventriloque. Il avait initialement dessiné le Pingouin et le Sphinx (Riddler) en s'inspirant de la série de 66 mais ses idées n'ont pas étaient retenues, l'apparence du Pingouin reprenant celle du film Batman : Le Défi (Batman Returns), avec ses difformités et sa chevelure noire en arrière, à l'instar de Catwoman qui reprend la chevelure blonde de Michelle Pfeiffer,,. Poison Ivy n'a pas un costume de feuilles mais un simple costume une-pièce car les feuilles auraient compliqué le travail d'animation. Mike Mignola s'est occupé de Mr. Freeze. Le costume de Double-Face est séparé de chaque côté par les couleurs noire et blanche afin de mettre plus en valeur son conflit intérieur,. Mad Bomber est basé sur Bruce Timm tandis que Charlie Collins est basé sur Alan Burnett. L'apparence d'Harvey Bullock provient d'un des criminels que combat Batman dans le court métrage The Dark Knight's First Night .

#### Distribution des rôles

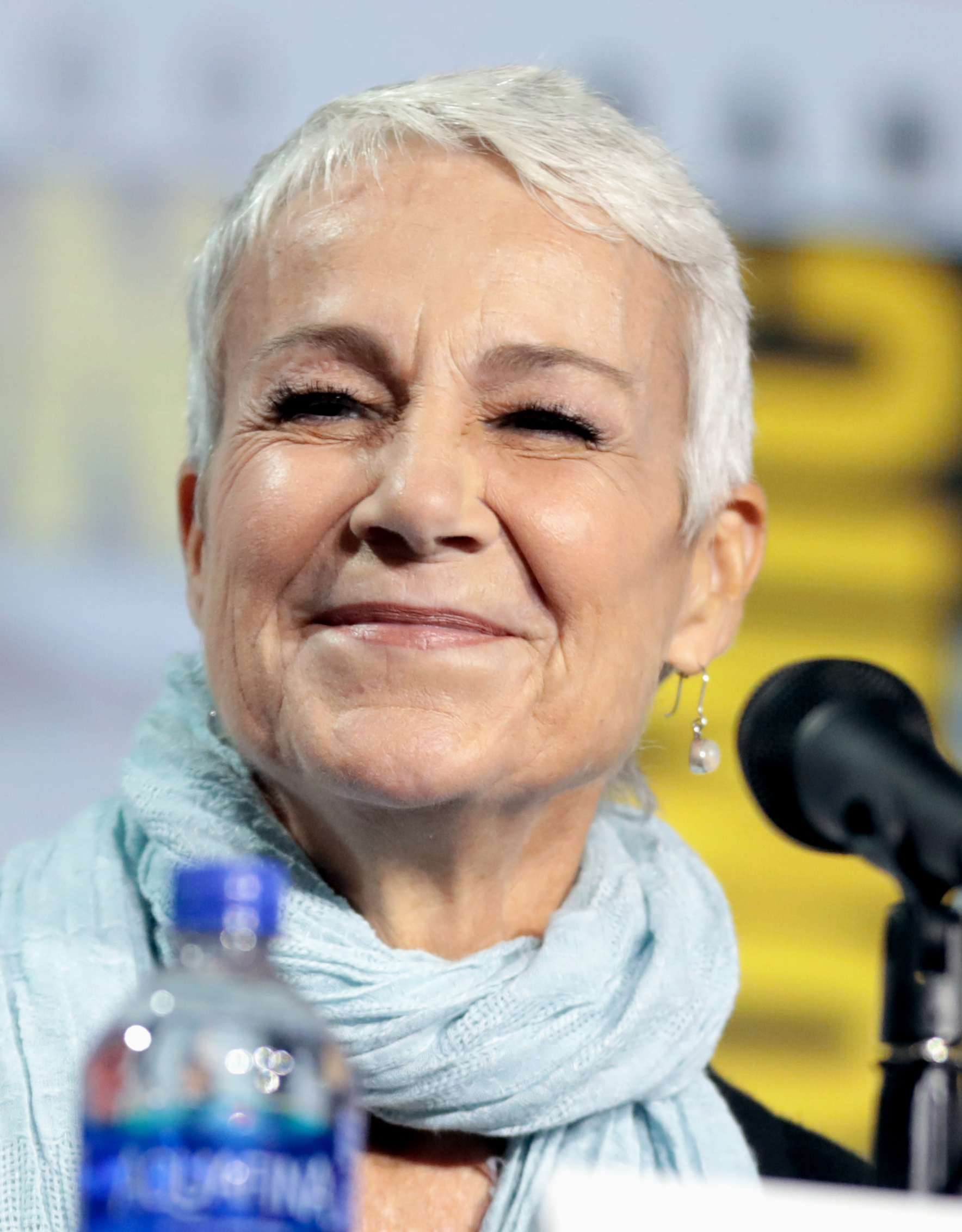
Considérée comme l'arme secrète de la série, la directrice artistique et directrice de casting Andrea Romano a dirigé les comédiens.

Dirigés par Andrea Romano (en), les comédiens étaient généralement tous regroupés et assis pour jouer leurs scènes à l'exception de Mark Hamill constamment debout,. Ce procédé inhabituel a permis aux comédiens de mieux se donner la réplique et selon Kevin Conroy qui déclare que « le véritable secret de la série est sa distribution », il n'aurait jamais pu être aussi bon s'il n'avait pas eu Mark Hamill qui jouait ses répliques à ses côtés. Par ailleurs, avant d'enregistrer les dialogues, les comédiens présents lisaient le script ensemble. Andrea Romano a notamment cherché des comédiens ayant une expérience dans le théâtre et également des « voices with character », c'est-à-dire des comédiens dont la voix est reconnaissable, au lieu de demander à des comédiens habitués à l'animation de prendre une voix « cartoonesque »,. La plupart des comédiens n'avaient aucune expérience dans l'animation et ne connaissaient pas l'univers de Batman,. Contrairement aux dialogues, les sons que prononce un personnage lorsqu'il chute ou prend un coup sont enregistrés après l'animation terminée afin de rendre la scène plus authentique. Ces séances ont également permis aux comédiens de découvrir pour la première fois l'animation de la série, et donc ce pour quoi ils avaient travaillé.
Avant de choisir Kevin Conroy pour Bruce Wayne / Batman, Andrea Romano a écouté plus de 500 enregistrements, a auditionné plus d'une centaine de comédiens et seuls quatre ou six ont été envisagés même si aucun n'était considéré comme être un coup de cœur pour la directrice et les producteurs,,. Elle a demandé à son colocataire, un directeur de casting, s'il connaissait quelqu'un et il lui a parlé de Kevin Conroy. Décrivant Batman comme étant la vraie identité du personnage et Bruce Wayne son armure, et comparant son histoire à du Hamlet, il prend deux voix différentes pour les interpréter,,. Il avait pris au départ comme modèle le film Le Mouron rouge (The Scarlet Pimpernel, 1934) donnant à Bruce Wayne un côté playboy plein d'humour pour contrebalancer la nature sombre de Batman, mais cela ne collait pas à l'atmosphère de la série, Bruce Timm lui a donc demandé de réenregistrer les dialogues pour rendre le changement de voix plus subtil,. À partir de l'épisode Le plastiqueur fou (Beware the Gray Ghost) il prête également sa voix à Thomas Wayne, le père de Bruce. Sans devenir une tradition, ce procédé sera repris par Conroy et d'autres comédiens dans différentes œuvres. Bien que les deux séries soient différentes, Loren Lester (en), l'interprète de Robin, dit avoir été probablement influencé par la performance de son homologue Burt Ward dans la série de 1966 dont il est fan. Pour le rôle de Robin il a dû prendre une voix plus aiguë et plus énergique qu'il n'a naturellement. Pour ce qui est d'Alfred Pennyworth, le personnage devait exprimer de la discipline, de l'amour et du respect en quelques mots. S'il est interprété par Clive Revill dans les 3 premiers épisodes, ce dernier a dû quitter la production car il était engagé dans un autre projet. C'est Efrem Zimbalist Jr., second choix lors des auditions, qui le remplace dans le reste de la série et les œuvres qui suivront,. Jouant au théâtre, il est notamment connu pour ses rôles à la télévision, jouant tour à tour le détective Stuart Bailey dans les six saisons de 77 Sunset Strip (1958-1964) puis l'inspecteur Lewis Erskine dans les neuf saisons de la série Sur la piste du crime (The F.B.I., 1965-1974). Il décrit son personnage comme étant modérément irrévérencieux.
Le rôle du Joker devait être originellement interprété par Tim Curry mais un des producteurs n'a pas été satisfait par sa prestation et la production a commencé à chercher un autre comédien,. L'intéressé a déclaré que son éviction de la série était dû à une bronchite. Ayant enregistré plusieurs épisodes qui ont été animés, son remplaçant devait en plus de prendre la relève, avoir une voix qui correspondrait à l'animation du personnage basé sur la prestation de Curry, et savoir également chanter pour l'épisode Joyeux Noël Batman (Christmas with the Joker),. Fan des comics, Mark Hamill a demandé à son agent d'être dans la série pour jouer un méchant qui n'était pas encore apparu,. Il s'est vu attribuer dans un premier temps le rôle de Ferris Boyle pour lequel il a pris comme modèle Phil Hartman pour jouer les 2 facettes, la publique et la privée, du personnage,. Souhaitant un rôle plus important et à la suite de sa performance, il a passé une audition pour le Joker durant laquelle il lui a été demandé de ne pas faire comme Jack Nicholson,,,. Convaincu qu'il serait recalé pour avoir joué Luke Skywalker dans la première trilogie Star Wars (1977-1983), il a finalement été choisi et ce rôle lui a permis de lancer sa carrière dans l'animation. Andrea Romano lui a dit que c'était son rire qui a clos son choix,. Il a puisé dans son interprétation de Mozart qu'il a joué dans la pièce de théâtre Amadeus pour les différents rires qu'il donne au personnage expliquant que son rire est basé sur son humeur,,. Il explique : « Son rire devrait être comme un instrument de musique ; cela devrait en quelque sorte illustrer son humeur […] Cela pourrait être inquiétant et intimidant ; il pourrait être jubilatoire avec un abandon sauvage. Mais je ne voulais pas d'un seul rire machinal. »,.

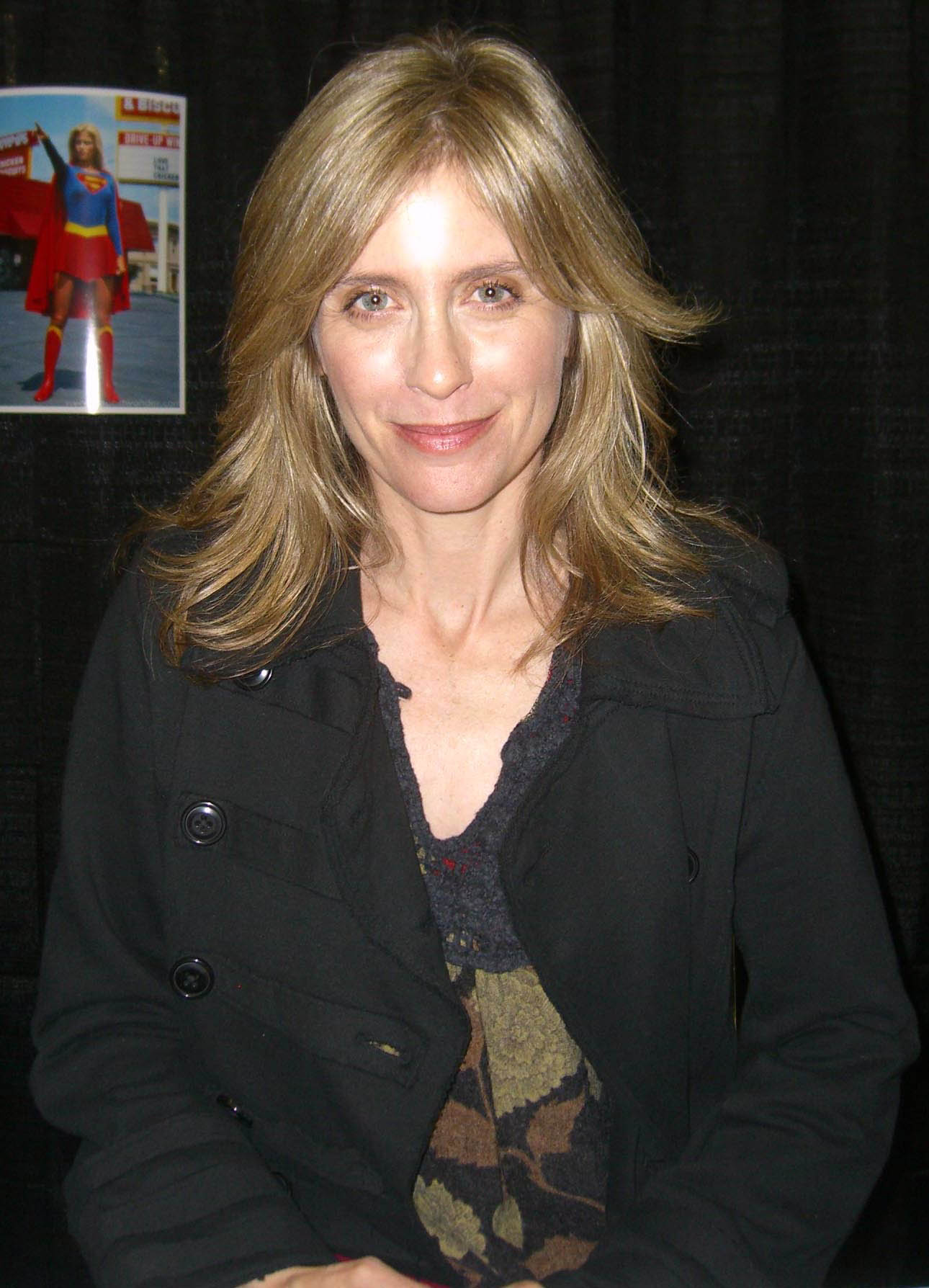
Connue pour avoir interprétée Supergirl en 1984, Helen Slater fait partie de la distribution de la série.

Le personnage d'Harley Quinn étant fortement inspiré de la prestation d'Arleen Sorkin dans un épisode du feuilleton télévisé Des jours et des vies, c'est cette dernière qui lui prête sa voix.
Outre l'interprète de Luke Skywalker, plusieurs acteurs connus apparaissent dans la série que ce soit pour des rôles réguliers comme Ron Perlman et Ed Asner qui interprètent respectivement Gueule d'argile (Clayface) et Roland Dagget ou le temps d'un épisode comme Malcolm McDowell et Heather Locklear les interprètes respectifs d'Arkady Duvall et de Lisa Clark,,. Le rôle d'Harvey Dent a été proposé à Al Pacino qui a décliné l'offre tandis que John Glover, l'interprète du Sphinx (The Riddler) a auditionné pour le rôle du Joker,. Michael Ansara, l'interprète de Mr. Freeze, a eu du mal à trouver la voix plate, robotique, que Bruce Timm voulait donner au personnage. Il lui a demandé de prendre comme modèle les Ébonites apparus dans l'épisode Le Cauchemar (Nightmare) de la série Au-delà du réel (The Outer Limits, 1963-1965).
DC Comics ayant pour habitude de reprendre ses comédiens pour d'autres rôles, on peut entendre Helen Slater, l'interprète de Supergirl dans le film de 1984 prêter sa voix à Talia al Ghul ; Adrienne Barbeau, qui a interprété Alice Cable dans La Créature du marais (Swamp Thing, 1982) prête sa voix à Catwoman tandis qu'Adam West, l'interprète de Batman dans la série de 1966 prête sa voix au Fantôme Gris,. Connu pour imiter le son d'animaux, Frank Welker prête sa voix à Isis, la chatte qui appartient à Catwoman.

### Animation
Pour les 65 premiers épisodes, Warner Bros. Animation a sous-traité la série à plusieurs studios d'animation. Les studios étaient Spectrum Animation, Sunrise, Studio Junio et Tokyo Movie Shinsha au Japon, Dong Yang Animation, Koko Enterprises Ltd. et AKOM en Corée du Sud, Jade Animation à Hong Kong, Blue Pencil en Espagne et Network of Animation (NOA) au Canada. TMS a également animé le générique d'introduction de la première saison tandis qu'AKOM a été licencié dû aux à l'animation inconsistante de plusieurs de ses épisodes comme La Fièvre des chats (Cat Scratch Fever) et Le Loup-garou (Moon of the Wolf) .
Les vingt épisodes de la seconde saison ont été principalement animés par Dong Yang, à l'exception de Qui veut la peau de Bullock ? (A Bullet for Bullock), Le Tombeau de la Reine (Avatar) et Baby-Doll par Studio Junio et Le Trio infernal (The Terrible Trio) par Jade Animation.
Sur les commentaires de l'épisode Amour on Ice (Heart of Ice) du DVD Batman: The Animated Series, Volume One, Bruce Timm a déclaré que Spectrum était responsable pour avoir retouché le casque de Mr Freeze sur chacun de ses plans. Une telle attention aux détails a amené le studio à faire faillite.

### Musique

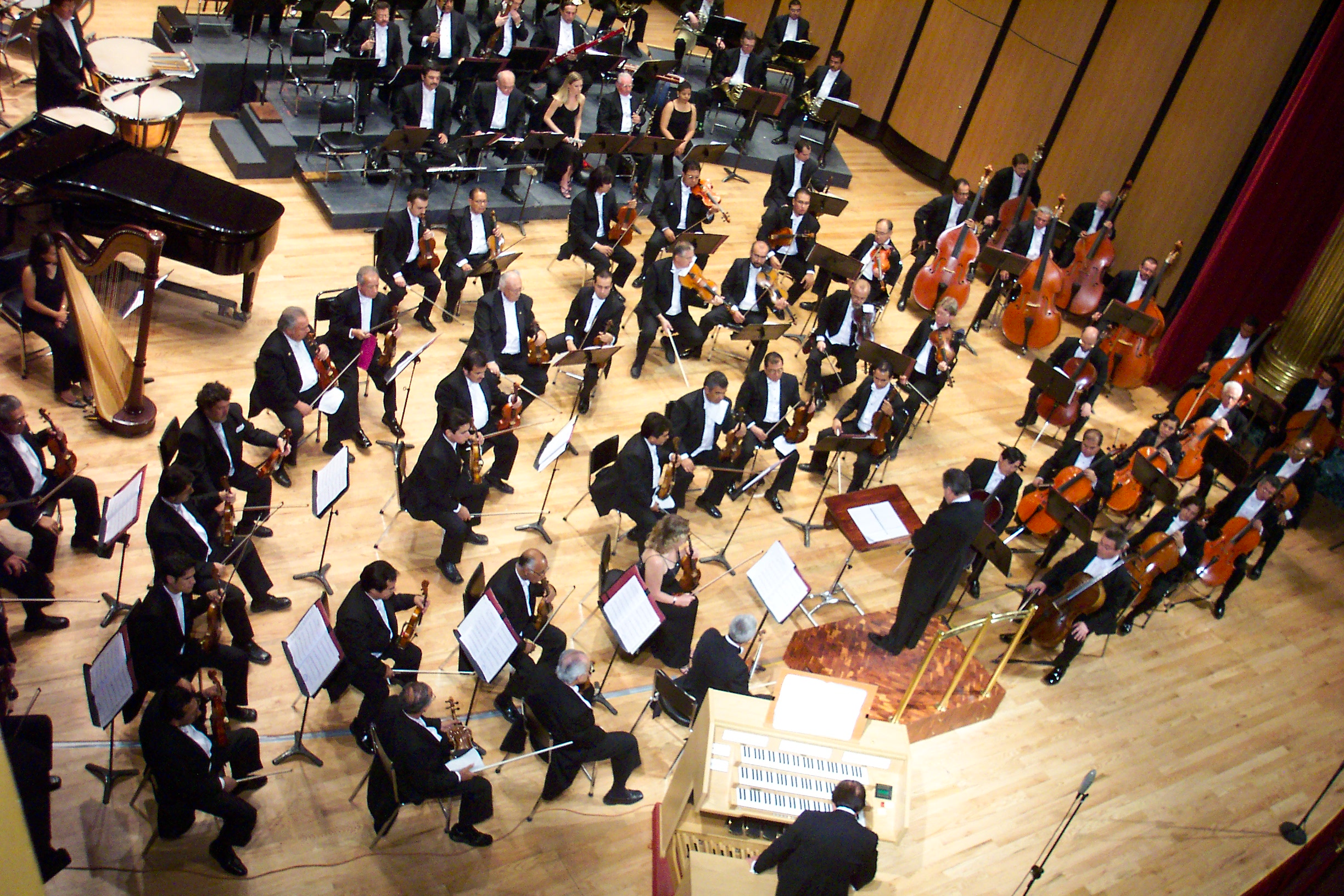
Un orchestre s'est occupé de la musique des épisodes de la série.

Pour Les Tiny Toons, Steven Spielberg avait demandé un orchestre pour la série, chose qui à l'époque n'était pas courante, et cette idée a été reprise pour la série Batman,. Visionnant la série Flash, Bruce Timm a remarqué que la compositrice de la série Shirley Walker avait travaillée pour le film de Burton pour lequel elle avait orchestré la musique.
D'autres compositeurs comme Lolita Ritmanis (en) ou Harvey Cohen (en) ont également composé seuls ou en collaboration certains épisodes sous la supervision de Shirley Walker.
Plusieurs personnages chantent également. Ainsi le Joker chante Jingle Bells (Batman Smells), une parodie de Jingle Bells dans l'épisode (Christmas with the Joker) Dans l'épisode Harlequinade, Harley Quinn reprend la chanson Say That We're Sweethearts Again du film Meet the People. La série comporte également de nombreuses scènes sans musiques, ou l'on entend que le bruitage de certains objets.

### Générique d'introduction

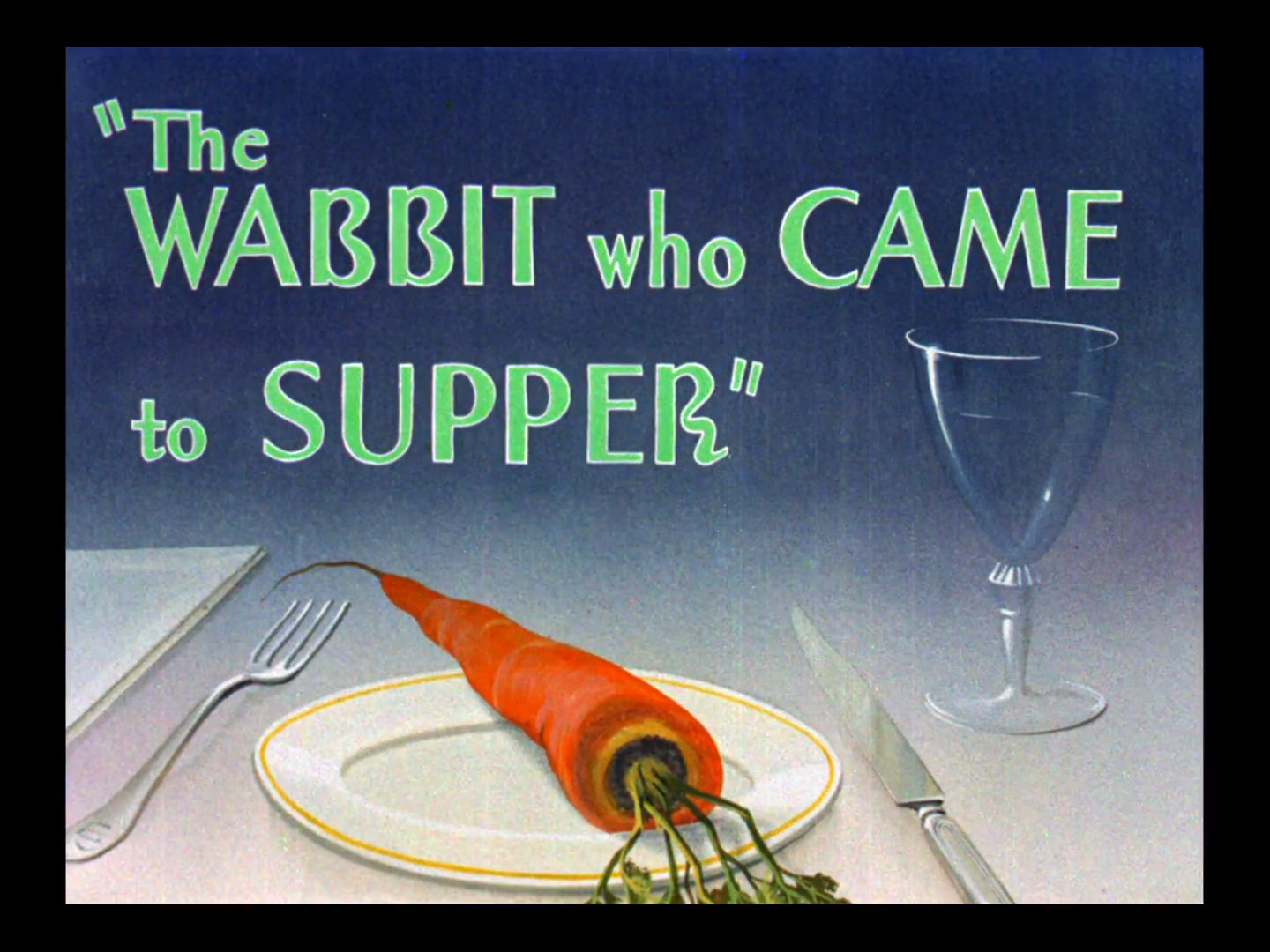
L'intertitre du court métrage Un lapin pour le dîner (The Wabbit Who Came to Supper).

Une grande partie du court métrage The Dark Knight's First Night sera réutilisée pour l'introduction de la série. Le dernier plan de l'introduction dans lequel Batman regarde du haut d'un immeuble de Gotham City avec un éclair derrière lui ressemble à un mélange entre la couverture du comics Batman: The Dark Knight Returns (1986) de Frank Miller et le dernier plan du film Batman de 1989. Le générique ne montre pas le titre de la série car selon Bruce Timm ou Tom Ruegger, tout le monde comprend qui est ce personnage à l'écran,. Sans dialogue et sans titre, le générique va dans la direction que voulaient les créateurs, raconter une histoire sans dialogues d'expositions mais juste grâce à des images. Le thème du générique de la première saison est signé Danny Elfman qui reprend avec quelques variations celui du film de 1989 qu'il avait lui-même composé.
Pour la saison 2 nommée Les Aventures de Batman & Robin, le générique affiche dans un premier temps le nom de la saison puis montre plusieurs scènes de la saison 1 en gardant du générique original uniquement l'explosion de la banque. C'est le thème de Shirley Walker qui a été repris, thème qu'elle avait initialement conçu pour être le thème principal de la saison 1. Elle fut aussi très influencée par les dessins animés très populaires Superman, produits par Fleischer Studios dans les années 1940.
À la manière des anciens cartoons, chaque épisode comporte un intertitre unique généralement conçu par Eric Radomski qui comme pour le générique, permet de faire passer une idée sans dialogue, synthétisant généralement le thème de l'épisode ou un évènement marquant,.

## Épisodes
La première saison est composée de 65 épisodes et se termine le 16 septembre 1993 tandis que la seconde, de vingt épisode est diffusée du 3 mai 1994 jusqu'au 15 septembre 1995. L'ordre de diffusion ne correspond pas à l'ordre de production des épisodes. Les quinze derniers épisodes de la saison 2 sont rebaptisés Les Aventures de Batman et Robin[réf. nécessaire].
Bien que la série se veut originale, certains épisodes s'inspirent grandement de certains comics de Detective Comics et de Batman. C'est notamment le cas des épisodes The Cape & Cowl Conspiracy, The Laughing Fish ou encore A Bullet for Bullock,.
Parmi les scénarios abandonnés, Paul Dini parle d'un épisode avec Black Canary et Catwoman qui n'a pas pu se faire car Robin n'était pas présent. Il mentionne aussi un épisode avec Poison Ivy et Swamp Thing, mais les droits de ce dernier ont empêché la réalisation de l'épisode. Gun Story devait montrer l'histoire de l'arme qui a servi à tuer les parents de Bruce Wayne.
Pour ce qui est des restrictions, la série ne pouvait pas montrer des morts, ainsi certains personnages sont tués hors-champ ou comme le dit Kevin Conroy, ils prononcent le « stay-alive moan », un gémissement que pousse un personnage pour prouver qu'il n'est pas décédé.
Seize minutes de scènes animées dans le jeu vidéo The Adventures of Batman and Robin pour le Mega-CD sont parfois appelées l'« épisode perdu » de la série.

## Accueil

### Critiques
Batman: The Animated Series a été classée parmi les meilleures séries animées réalisées pour la télévision et a obtenu plusieurs distinctions,.

### Distinctions

#### Récompenses
- 1993 - Primetime Emmy Awards : Meilleur programme d'animation pour l'épisode Robin's Reckoning - Part 1[69]
- 1993 - Daytime Emmy Awards : Meilleur scénario pour une série animée[69]
- 1996 - Daytime Emmy Awards : Meilleure composition musicale[70]

#### Nominations
- 1992 - Annie Awards : Meilleur programme animé pour la télévision
- 1993 - Saturn Awards : Meilleure série télévisée (Best Genre Television Series)

## Univers étendu

### Films

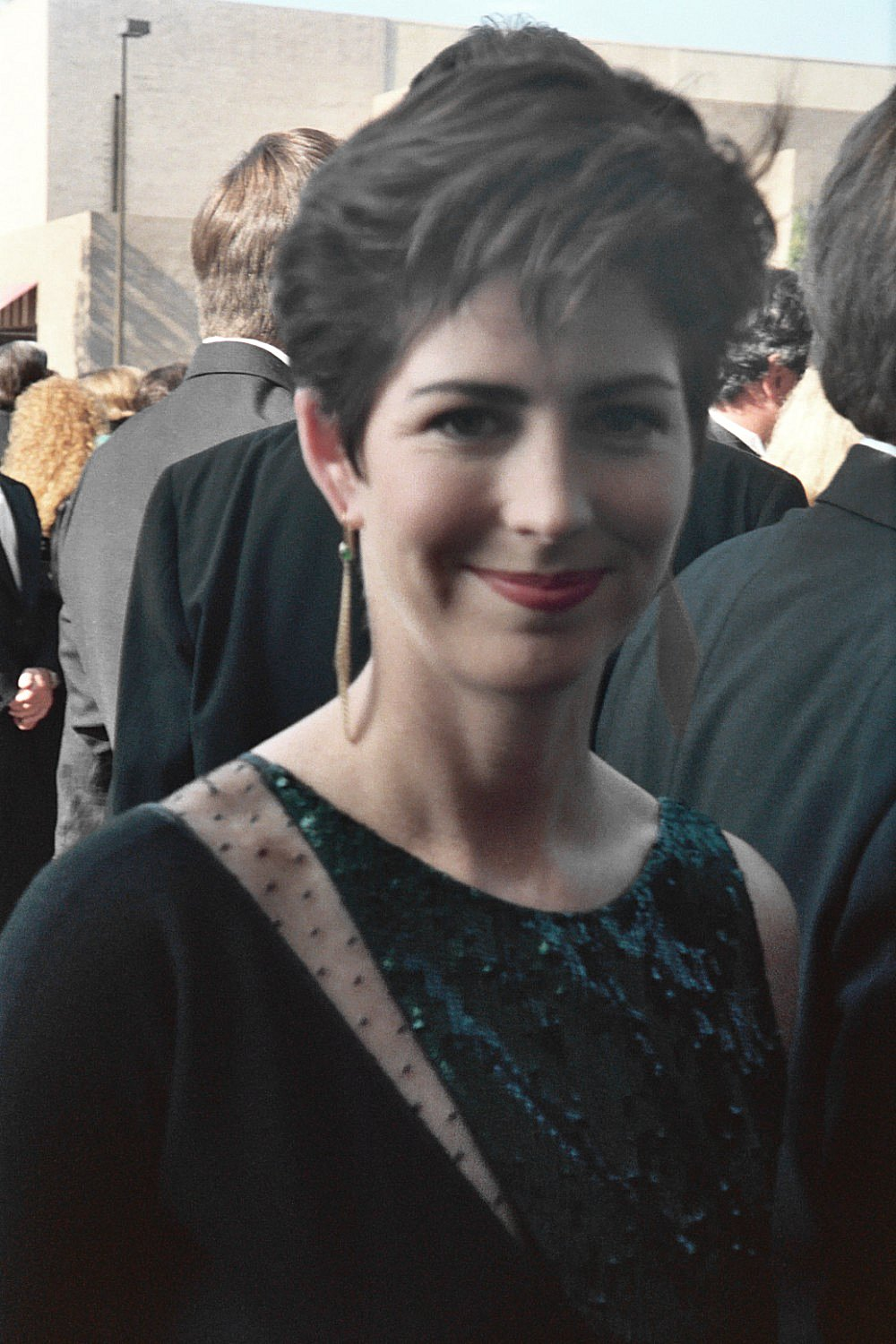
Dana Delany, l'interprète de en 1991.

Le long métrage d'animation Batman contre le fantôme masqué (Batman: Mask of the Phantasm) de 1993, basé sur la série, a d'abord été produit pour une sortie directement en vidéo, mais il a été finalement décidé d'une sortie cinéma à la fin de la production. Bien qu'il ait été accueilli positivement par les fans et salué pour sa qualité, le film a fait un flop au box office. L'histoire alterne entre deux époques, la première durant laquelle les origines de Batman sont montrées ainsi que sa relation avec Andrea Beaumont (en) tandis que la seconde montre cette dernière revenir après plusieurs années d'absences au même moment où Batman est accusé des meurtres de plusieurs membres de la pègre et doit faire face au Fantôme Masqué,.
Un deuxième film, Batman et Mr. Freeze : Subzero (Batman and Mr Freeze: SubZero) (1998) est sorti directement en vidéo en 1998. Bien accueilli sans rencontrer le même succès que son prédécesseur, le film raconte le retour de Mr. Freeze qui enlève Barbara Gordon / Batgirl afin de lui prélever ses organes pour les transplanter à sa femme Nora.

### Comics
La série télévisée fut accompagnée par un comic, The Batman Adventures, qui suivait le style et la continuité de la série au lieu des autres comics de Batman. The Batman Adventures, à travers différents formats pour refléter le monde changeant de la série et de ses spin-offs, a survécu à la série elle-même pendant près d'une décennie, pour se terminer en 2004.
En France, la série a été éditée pour la première fois sous le titre Batman Magazine par Semic de 1994 à 1997 (38 numéros). Entre 2015 et 2019, Urban Comics édite l'intégralité des comics dérivés de la série animée.[réf. nécessaire]

### Romans
Il existe aussi une série de romans adaptées des épisodes de la série par l'auteur de science-fiction Geary Gravel. Pour atteindre la longueur d'un roman, Gravel a combiné plusieurs épisodes reliés en une seule histoire pour chaque roman. Ces romans sont Shadows of the Past, Dual to the Death et The Dragon and the Bat.

### Jeux vidéo
Plusieurs jeux vidéo basés sur la continuité de la série animée ont été commercialisés durant l'ère des consoles 16 bits (1989-1996). Le jeu The Adventures of Batman and Robin a eu différentes versions. Konami a développé une version pour la Super Nintendo Entertainment System (SNES) et pour la Game Boy, alors que Sega a commercialisé trois versions du jeu développé par Clockwork Tortoise pour la Mega Drive, Mega-CD, et par Novotrade sur Game Gear. Les versions SNES et MegaDrive étaient des jeux d'action style arcade alors que la version Mega CD était une aventure/course en 3-D. Tous ces jeux avaient un design très ressemblant à la série et les versions de Sega possédaient même des éléments créés directement par les créateurs de la série. Dans la version Mega CD apparaissent près de 20 minutes de scènes animées originales, avec les mêmes comédiens que ceux de la série.
En novembre 1993 sort également sur Gameboy Batman: The Animated Series développée par Konami.

### DC Animated Universe

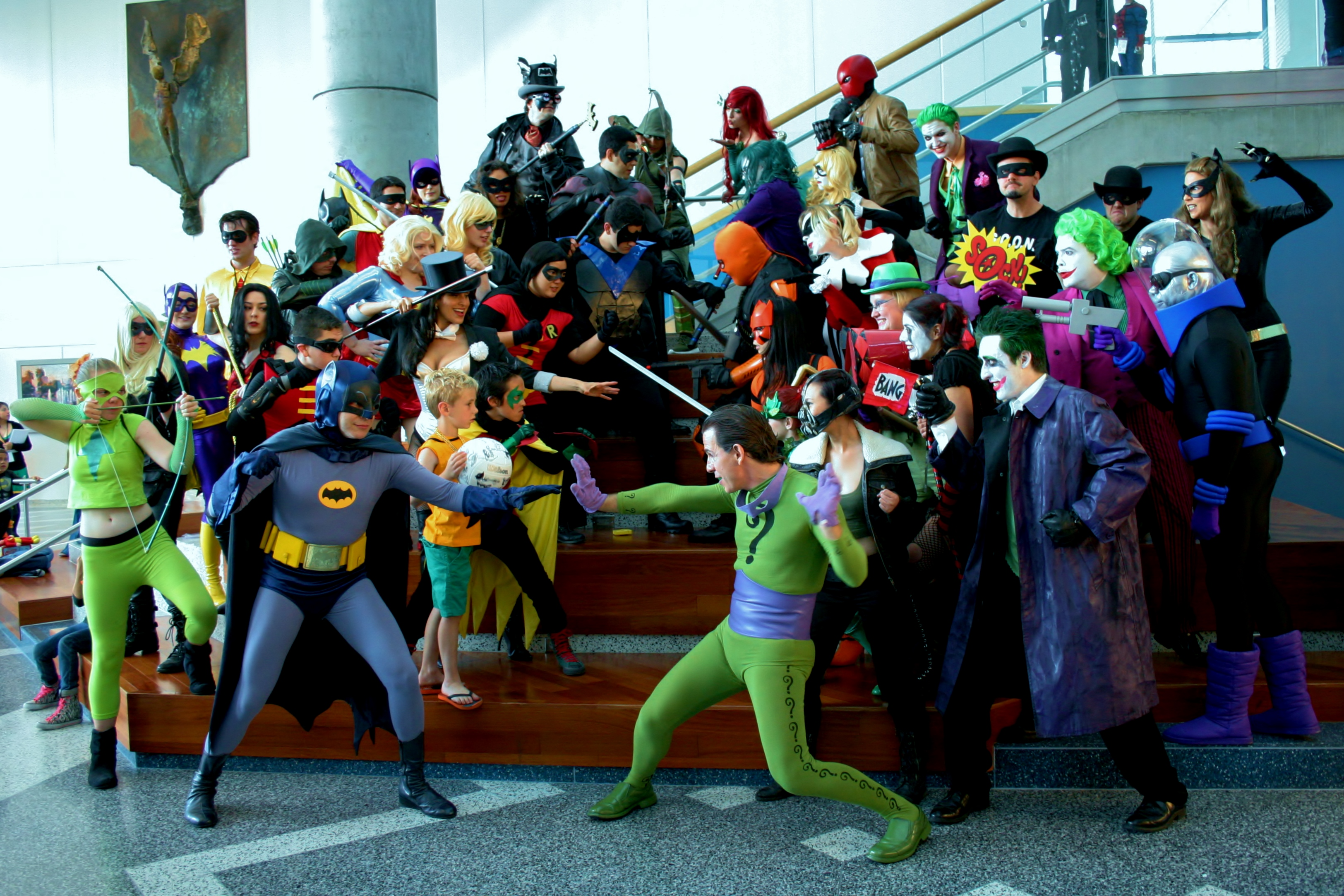
Cosplay de nombreux personnages appartenant à DC Comics.

La série est la première œuvre appartenant au DC Animated Universe (parfois nommé DCAU), un univers partagé composé de plusieurs séries, films, jeux vidéo et comics. Diffusé entre 1996 et 2000, la série Superman comporte le premier crossover entre des personnages du DCAU. L'épisode World's Finest voit ainsi Batman et Superman collaborer ensemble.
La série aura également des suites directes, d'abord en 1997 dans une série qui reprend globalement les mêmes personnages tout en changeant de style visuel, puis en 1999 avec la série Batman Beyond qui se déroule dans un Gotham futuriste et met en scène un Bruce Wayne âgé ainsi que Terry McGinnis dans le costume de Batman.
La plupart des comédiens reviendront également, dont notamment Kevin Conroy, fidèle à Bruce Wayne dans toutes ses apparitions dans le DCAU.
Cet univers se clora, après le dernier épisode de la série Justice League. La série qui a été diffusée pour la première fois en 2001, a regroupé la plupart de personnages apparu depuis 1992.

### Fiction audio
Le 4 décembre 2021, les acteurs Kevin Conroy et John Glover annoncent durant le L.A. Comic Con (en) que le scénariste Alan Burnett planche sur un podcast narratif faisant suite à la série.

## L'influence de la série

### Au sein de DC Comics

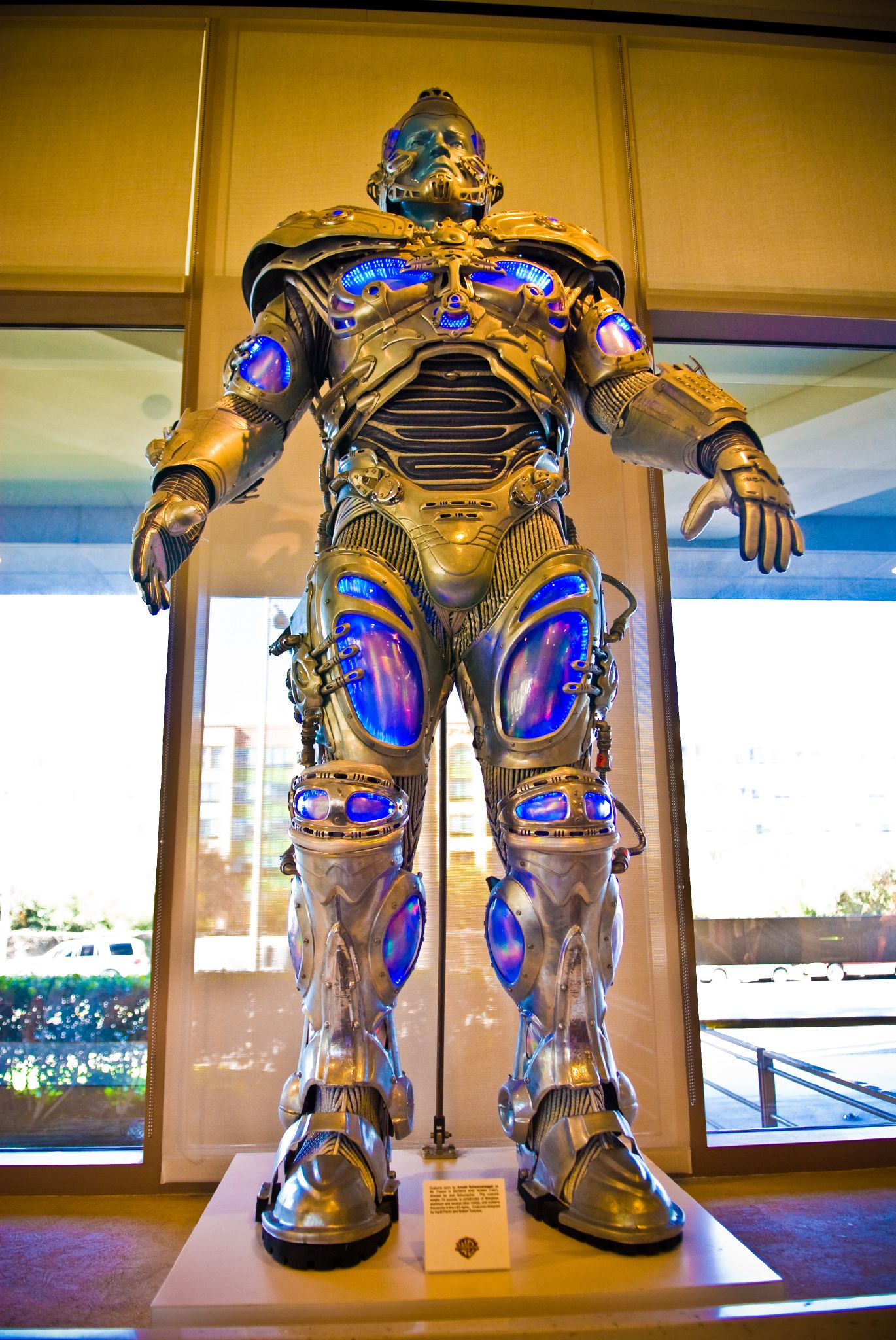
Le costume de Mr. Freeze porté par Arnold Schwarzenegger dans le film Batman et Robin de 1997.

Plusieurs personnages créés pour la série ont fait leur apparition dans les comics et diverses œuvres DC Comics. Harley Quinn apparait pour la première fois dans le 12e numéro du comics The Batman Adventures. Ses origines seront mise sur papier dans le comics Mad Love qui a remporté un Eisner Award et qui sera adapté dans un épisode de la série Batman de 1997. Le personnage joue également un rôle central dans les films de l'Univers cinématographique DC dans lesquels elle est interprétée par Margot Robbie,. Elle aura même droit à sa propre série d'animation en 2019. Renee Montoya deviendra un personnage régulier des comics et sera par la suite le super-héros The Question. Elle apparaît également dans la série Gotham. Condiment King a également intégré les comics, ainsi que Red Claw, cette dernière apparaissant en 2022 dans le numéro 43 des comics Catwoman,.
Plusieurs personnages apparaissant d'abord dans les comics ont été modifiés par rapport à leurs apparitions dans la série. Bruce Wayne et Zatanna sont des amis d'enfance tandis que le Riddler a un costume d'affaires au lieu d'une combinaison. Les origines de Mr. Freeze, dont sa relation avec Nora Fries, ont également été portées dans les comics ainsi que dans le film Batman et Robin de 1997. Le contenu téléchargeable Cold, Cold, Heart du jeu Batman: Arkham Origins (2013) s'inspire de l'épisode Amour on Ice (Heart of Ice).
Dans la série de jeux Batman: Arkham (2009-), les retours de différents comédiens de la série, c'est-à-dire Kevin Conroy, Mark Hamill, Arleen Sorkin et Robert Costanzo dans leurs rôles respectifs et Loren Lester (en) dans celui de Kirk Langstrom / Man-Bat, ont servi d'argument de vente,,,.
Certains costumes de la série sont offerts en bonus tandis que l'emblématique phrase « I am vengeance, I am the night, I am Batman! » de l'épisode Epouvantable épouvantail (Nothing to Fear) est de nouveau prononcée par Batman dans Arkham Knight (2015). Le Fantôme Gris (The Gray Ghost) apparait dans le jeu Lego Batman 3 : Au-delà de Gotham (Lego Batman 3: Beyond Gotham) toujours interprété par Adam West tandis que Kevin Conroy et Loren Lester reformeront le duo Batman et Robin dans le film Batman et Harley Quinn (2017).
En 2022, le jeu de combat MultiVersus permet de débloquer les apparences de la série pour Batman et Harley Quinn.

### Au sein de l'industrie en général
Le succès de la série alors qu'elle adopte une atmosphère plus sombre que les autres séries d'animation de l'époque a permis de donner confiance aux producteurs de la série Gargoyles (1994-1997). Il y a également la série Todd McFarlane's Spawn (1997-1999) sur HBO qui dépeint un univers sombre et dont l'un des producteurs est Eric Radomski.

## Éditions en vidéo, DVD et Blu-ray
Durant les années 1990, des épisodes sélectionnés sont sortis en VHS (Les Aventures de Batman et Robin ou encore Batman, la série animée). À partir des années 2000, divers DVD et coffrets sont édités, comme Batman : L'Intégrale de la série animée qui sort le 16 octobre 2013 en France.
Les deux films d'animation Batman contre le fantôme masqué et Batman et Mr. Freeze : Subzero sortent en Blu-ray le 3 octobre 2018 en France. Quelque jour plus tard, le 31 octobre, un coffret Blu-ray comprenant l'intégrale de la série et les deux films sort également. En plus des épisodes en haute définition, le coffret possède des bonus tels que des commentaires audio, des making-of et le documentaire The Heart of Batman,.

## Produits dérivés
Dans les années 1990, le fabricant de jouets Kenner a sorti toute une gamme de figurines ainsi que de véhicules inspirés de la série télévisée. S'adressant en priorité aux enfants, ces jouets sont devenus de véritables objets de collection vingt ans après. À l'occasion de la commémoration des 75 ans de Batman, DC Collectibles sort en octobre 2014 une ligne de figurines articulées à l'effigie des personnages de la série. Il ne s'agit pas ici de jouets mais bien de figurines de collection. La finition de qualité ainsi que les améliorations apportées à ces objets sont assez rares pour être signalées (25 points d'articulation, gadgets intégrés, etc.). La taille des personnages est d'une hauteur de 16 cm et des supports sont livrés avec. 22 personnages sont sortis fin 2015.